# Manresa
|  | «Manresà» redirigeix aquí. Vegeu-ne altres significats a «Manresà (Badalona)». |

Manresa és un municipi i una ciutat de Catalunya, capital de la comarca del Bages i de la Catalunya central. Està situada al pla de Bages, prop de l'angle on conflueixen els rius Llobregat i Cardener. Amb una població de 80.208 habitants el 2024, és la ciutat més poblada del Bages i de la Catalunya Central. Es troba a 65 km al nord de Barcelona, i marca el límit entre l'àrea industrial al voltant de Barcelona i l'àrea rural del nord.
La ciutat forma un nus molt important de comunicacions, accentuat amb l'Eix del Llobregat i l'Eix Transversal, entre la muntanya i el mar, entre les planes interiors de l'Urgell i la Segarra i les comarques orientals del país. Quant a l'economia, Manresa destaca en la indústria tèxtil, química i maquinària, si bé en les últimes dècades ha substituït la indústria pel comerç. La ciutat també destaca pel seu conjunt medieval, amb els ponts damunt el riu Cardener i la seva catedral d'estil gòtic. A més, en aquesta ciutat també es troben esglésies d'estil barroc, així com interessants edificacions modernistes.
Durant la guerra del Francès, el sometent de Manresa va vèncer les tropes franceses al coll del Bruc (juny del 1808), malgrat que els francesos, ja en retirada, van cremar i enderrocar gran part de la ciutat. Després de l'expulsió de les tropes napoleòniques, els manresans van reconstruir la ciutat mitjançant la runa.

## Etimologia
El topònim és segurament d'origen preromà, puix que el sufix -esa de Manresa o Minoresa és freqüent en noms ibèrics. S'hauria hagut d'escriure «Menresa» en comptes de Manresa (prové del llatí Minorisa; la i breu del llatí esdevé e en català).
El document més vell que es coneix, certificant l'existència històrica de la ciutat i del topònim que la identifica, és el diploma reial del rei Odó, datat a Orleans el 24 de juny de l'any 889, i les modificacions que en el concili de Port (890) hi van ser introduïdes en parlar de la ciutat i del seu territori. La ciutat de Manresa posseeix el títol honorífic de «Molt noble, molt lleial i benèfica ciutat». Els títols de noble i lleial li foren atorgats sota el regne de Ferran VII (9 de setembre de 1812), mentre que la disposició de benèfica li fou concedida per la reina regent Maria Cristina (17 de gener de 1902).

## Història

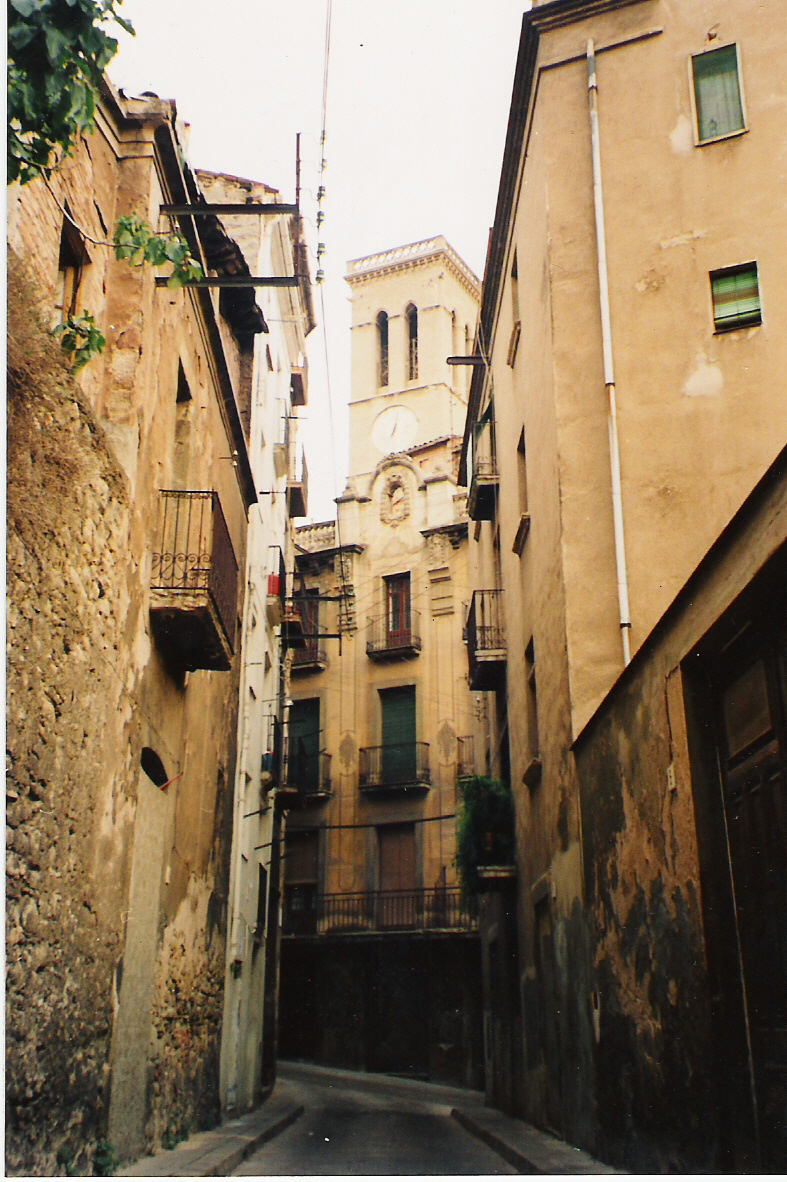
El campanar de la seu des del carrer Bastardes

### Prehistòria
Dins el terme de Manresa, hi ha indicis de poblament neolític de quatre mil anys enrere. Uns quants sepulcres de fossa, objectes de ceràmica i d'indústries lítiques a la zona del bosc de les Marcetes, al barri rural de Viladordis, en testimonien el seu pas.

### Edat antiga
També s'hi assentà un poblat ibèric al turó del Puigcardener. Recentment, s'han recuperat diversos materials, especialment ceràmics, que permeten identificar l'existència d'un poblat ibèric, que es fundaria cap al segle vi aC i que es mantindria fins al segle i aC. Seria la capital dels lacetans, que habitaven les comarques actuals del Bages, Solsonès, Anoia i Segarra.
El cònsol Marc Porci Cató va haver de conquerir aquesta zona cap a principi del segle ii aC per evitar les lluites amb els poblats costaners romans. Els romans van batejar el primitiu nucli urbà amb el nom de Minorisa, origen de l'actual. El topònim, però, sembla una llatinització de Minoresa, d'origen ibèric. Algunes restes arqueològiques ens permeten saber que hi eren, però poca cosa més.
Ptolemeu, geògraf grec del segle i, parla d'una ciutat que anomena Bacasis, que situa «vora d'un riu, sobre d'un turó suau però rocós». Podria ser perfectament Manresa i, de fet, d'aquest mot en derivaria el nom de la comarca: Bages.

### Edat mitjana

#### Presència dels àrabs
La presència dels àrabs a Manresa devia ser testimonial. El 785 la van abandonar i va romandre en terra de ningú. Uns anys més tard, el 796, els cristians van ocupar-la i va passar a formar part de la dita marca hispànica. Però de nou fou destruïda el 827, durant la revolta d'Aissó, un noble got que, ajudat pel fill del comte Berà de Barcelona, Guillemó, i dels àrabs (fins i tot de l'emir Abd al-Rahman II), va encendre una revolta contra els francs. La resistència del comte franc de Barcelona Bernat de Septimània la feu fracassar. La importància d'aquest episodi és molt gran, ja que fou l'únic intent d'oposició de la població indígena goda contra el nou domini franc. L'any 841 o 842 els àrabs tornen a destruir Manresa.

#### Comtat de Manresa
La conquesta definitiva de Manresa no es va produir fins a la fi del segle ix, a mans del comte Guifré el Pilós, que restaura el bisbat de Vic. El nou bisbe, Gotmar, demana l'ajut del seu col·lega de Girona, Ermemir, per a fer una petició al nou rei de França, Odó I de França (Eudes): vol per a la seva seu les esglésies, i tot un seguit de drets fiscals que ara s'emporta el comte de la vall d'Artés i del lloc o pagus de Manresa. El rei va concedir-li-ho per mitjà d'un tipus de document anomenat precepte o privilegi, que va signar el dia 24 de juny del 889 a la ciutat d'Orleans, és el que coneixem com el privilegi d'Odó, en què per primera vegada surt escrit el nom de la ciutat.
Posteriorment, a mitjan segle x, es troba la primera referència de Manresa com a comtat responent a una finalitat militar i de repoblació: les terres centrals havien esdevingut pràcticament despoblades a causa dels enfrontaments amb els musulmans de Lleida.
Després de la destrucció de la vila el 1003 en l'expedició d'Abd al-Malik al-Muzaffar, el bisbe de Vic, que en aquell moment era l'abat Oliba, acompanyat d'Ermessenda de Carcassona, el conseller Miró de Súria, i altres nobles, clergues, jutges i notaris, es reuneixen i criden a sis testimonis, amb bona fama d'honrats i de posició per refer els arxius i escriptures. Aquests homes vells van ser: els preveres Gausfred i Bonfill, Perna, Gidela, Honofred i Ennec. Aquests noms estranys són els primers manresans que coneixem pel nom propi. El jutge comtal Ponç Bonfill i el levita Guifré, jutge episcopal, els prengueren declaració i estengueren l'acta corresponent, que fou signada pel comte, la comtessa i el bisbe, pels nobles Gombau de Besora, Bernat Guifré de Balsareny i Miró de Súria, i pels clergues Guillem, Guitard, Ermemir, Sunifred i Vinià (també els primers canonges manresans que coneixem pel seu nom).

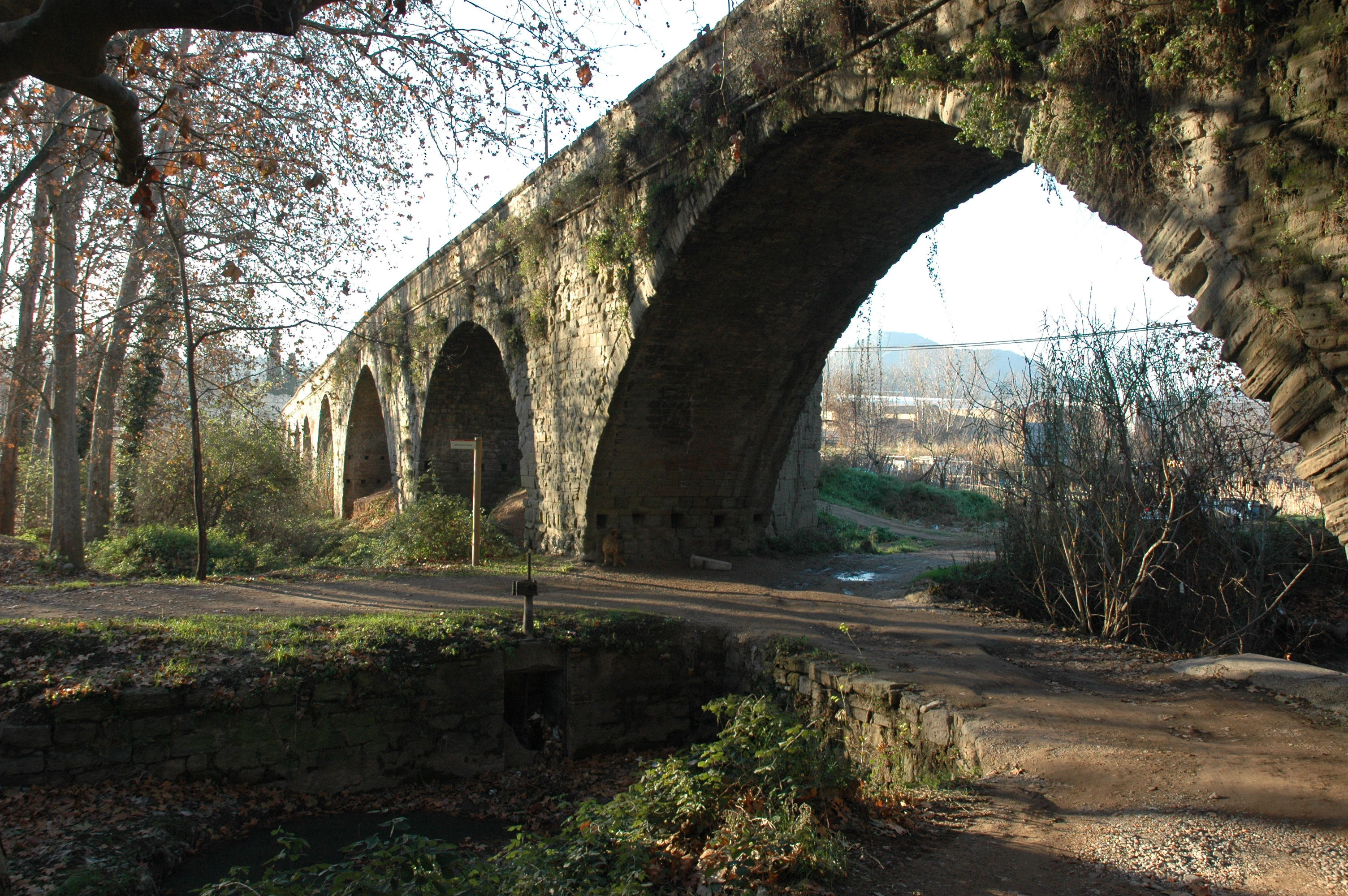
Les arcades del pont Nou, construït a la prinmeria del per Berenguer de Montagut

La fesomia de la petita ciutat del Puigcardener canvia radicalment, de manera que es fa una primera ampliació de les muralles, eixamplant-les a fi que també protegissin el Puigmercadal, arribant fins a tocar de la petita església de Sant Miquel, a l'actual carrer del mateix nom.
Manresa tenia una gran importància militar com a seu d'un comtat sense comte, el comtat de Manresa, un territori molt extens que arribava fins a prop de Lleida, vigilat per les altes torres anomenades precisament manresanes. Abastava l'actual comarca de Bages, amb tot el Moianès, i la conca d'Òdena amb una banya estirada fins a Santa Coloma de Queralt. Incloïa Cardona, però n'excloïa els territoris dels termes actuals de Navàs i de Sant Mateu, que pertanyien al comtat de Berga.
Al segle xii hi hagué un nou ensurt sarraí, però la ciutat, ja millor organitzada, se'n refà de seguida. A partir d'aquest moment, Manresa comença a créixer, a organitzar-se, a enriquir-se, caminant cap al que serà el seu "gran segle", el segle xiv. El gran nivell de l'organització gremial es palesa en les confraries, que ja apareixen en el segle xiii i seran els grans mecenes de les obres del segle següent.
Aquest increment d'activitat es veu corroborat amb l'augment dels privilegis atorgats pels reis a la ciutat. Se'n destaquen les dues fires que atorga a la ciutat: la de l'Ascensió (1283, Pere el Gran) i la de Sant Andreu (1311, Jaume el Just), unes fires que encara avui perduren.

#### El gran segle
En aquestes circumstàncies, la ciutat entra en un gran creixement demogràfic. La ciutat genera riquesa i treball i atreu excedents d'altres poblacions; els cavallers dels grans masos vénen a exercir-hi activitats industrials i comercials, i fins i tot la petita noblesa rural se sent atreta per la comoditat de la vida ciutadana i construeix els seus casals a Manresa. És en aquests moments que comença la vida de dos barris que seran molt importants, el de la Plana de Sant Miquel, amb població dedicada al comerç i el barri de les Codines o Escodines, de població pagesa.

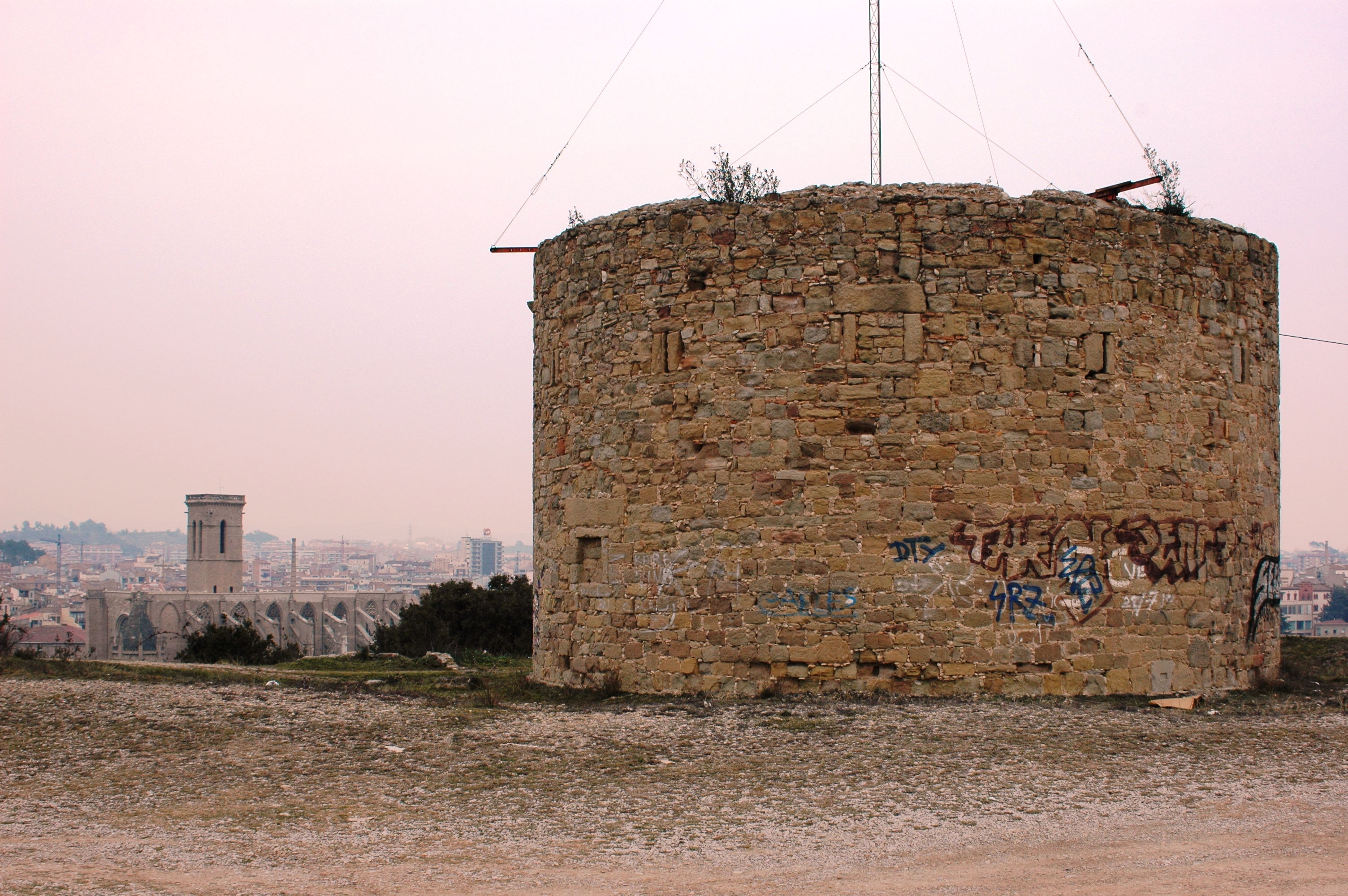
Torre de Santa Caterina

En aquesta època ja hi havia una important comunitat jueva, a l'actual Baixada dels Jueus, on tenien escola i sinagoga, i es dedicaven principalment a la usura i a professions liberals. Se'ls obligava a vestir d'una manera peculiar que permetia identificar-los. La seva presència mai no va ser problemàtica ni s'ha trobat cap prova que mai hi hagués persecucions ni avalots. Desapareixen com a comunitat a la darreria del segle xiv, i n'hi resten molts cognoms.

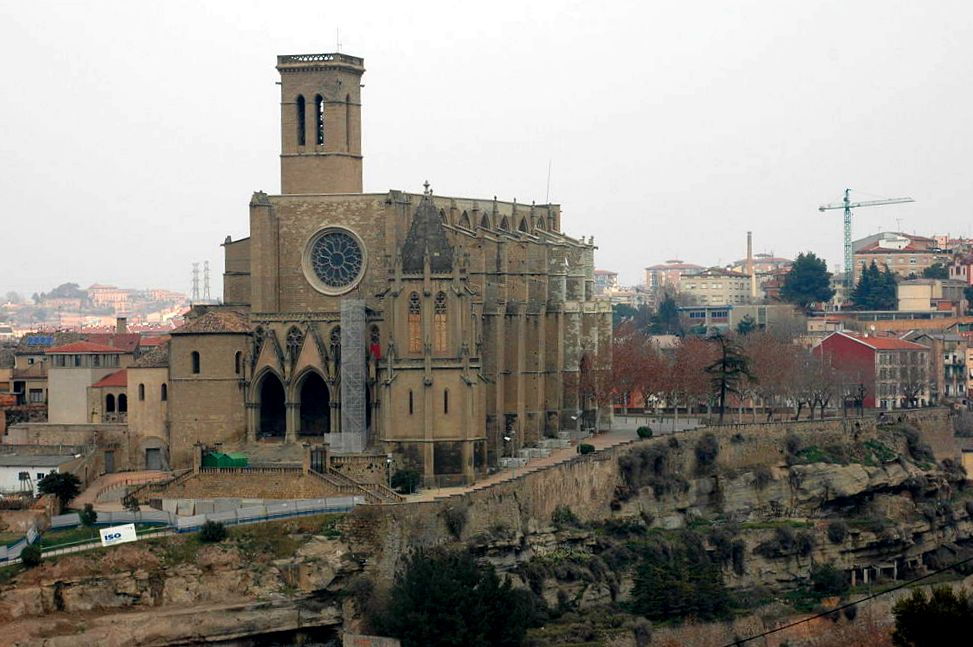
La seu des de la torre de Santa Caterina

A la primera meitat del segle xiv, Manresa entra en una època daurada que sovint se l'anomena el gran segle manresà: el segle del gòtic. Període d'esplendor en els àmbits demogràfic, econòmic i urbanístic, amb obres religioses i civils de l'envergadura de la seu, l'església del Carme, de Sant Pere Màrtir, de Sant Miquel, de Sant Andreu, de Santa Llúcia, el convent Sant Pau, el monestir de Santa Clara, i el de Valldaura, el pont Nou i l'obra cabdal de l'enginyeria hidràulica del segle xiv, la séquia de Manresa. Alguns historiadors han xifrat la població de Manresa en aquesta època en uns 3.000 habitants.
La col·legiata de Santa Maria, coneguda com la seu de Manresa, va començar a construir-se l'any 1328 sota la direcció de Berenguer de Montagut. Pocs anys després, el 1371, ja hi havia culte. Malgrat això, l'obra no es va acabar fins al 1486. El campanar fou enllestit el 1592, i la façana principal i el baptisteri van haver d'esperar l'any 1934 per quedar acabats.
El rei Jaume II, en una visita a la ciutat feta el 1315, confirma el títol de ciutat, que des del segle xi havia anat caient en desús. També concedí diversos privilegis referents al règim municipal, que evolucionaria fins al Consell de Cent, que acabaria el segle xiv. La visita de Jaume II no fou l'última visita reial; també hi vingueren Alfons III, Joan I i, sobretot, Pere III, que tenia una especial predilecció per Manresa; per això, s'hi hostatjà el setembre de 1344, el juliol de 1375 i entremig, el 1351, quan es va trobar amb el seu cunyat Carles el Dolent, rei de Navarra. Ambdós reis es van allotjar a l'hostatgeria del convent de Predicadors.
L'augment demogràfic es va veure frenat per la pesta de 1348, cosa que va fer que la població disminuís tant com per considerar-ho una crisi demogràfica. La prosperitat de Manresa comença a anar de baixa i es viu en un clima de perpètua inseguretat, que afavoreix l'aparició de bandositats. El fogatge de 1365 - 70 dona un cens d'uns 3.200 habitants.
Des del 1351 formà part del ducat de Girona, instituït per a l'hereu de la corona, Joan I, que el 1393 creà el Consell de Cent Jurats per al govern municipal.
Seguint la tendència general de Catalunya que va entrar en una etapa de decadència respecte a altres terres peninsulars, els segles posteriors foren d'un creixement lent. Epidèmies, problemes dinàstics, i sobretot la Guerra Civil catalana que enfrontava la Generalitat amb el rei Joan II durant el decenni 1462 - 1472.

### Edat moderna

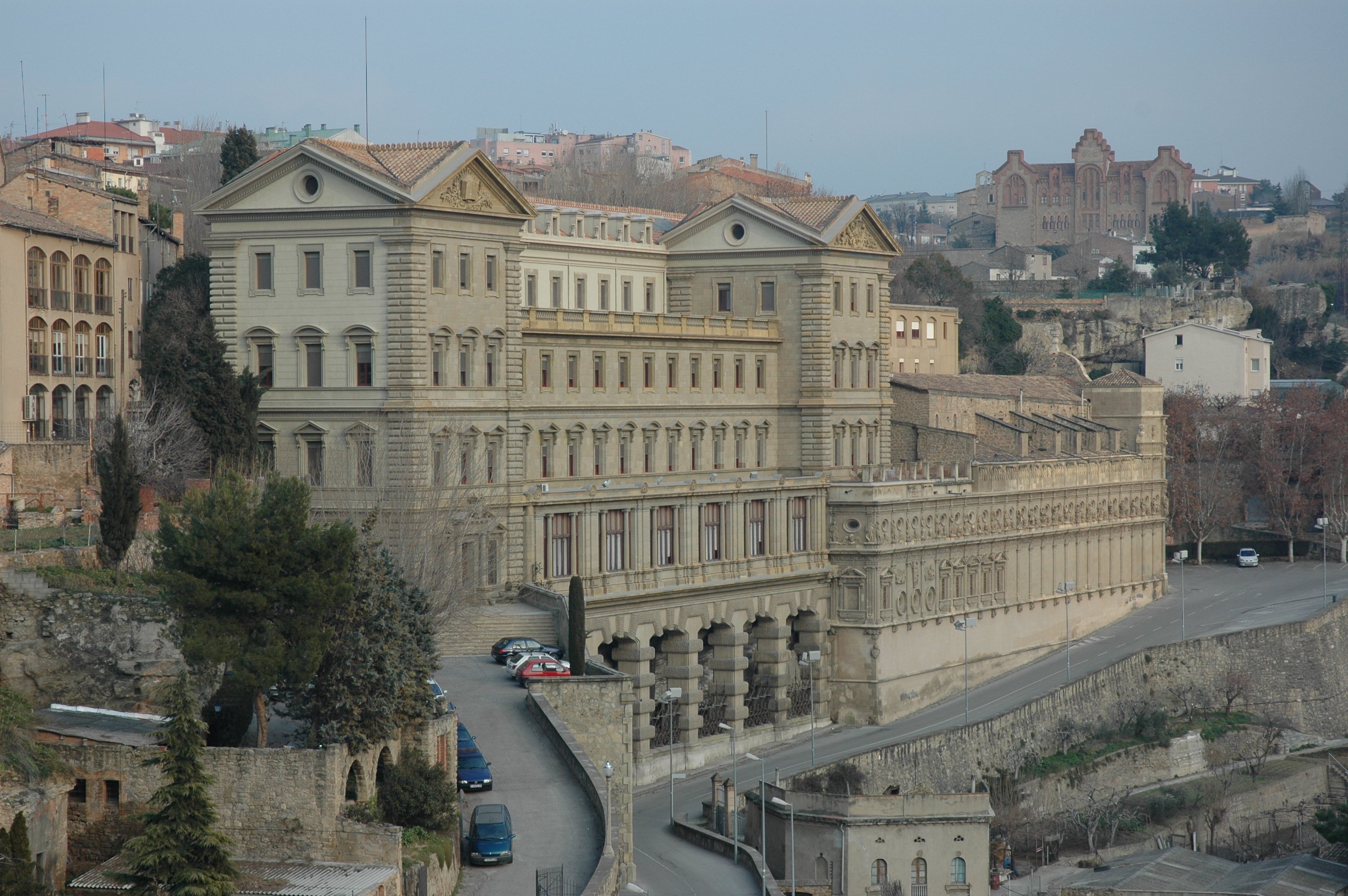
La cova de Sant Ignasi de Loiola

Al segle xvi l'estada a Manresa de sant Ignasi de Loiola tindria una forta transcendència per a la ciutat. El pelegrí guipuscoà fundador de l'orde dels jesuïtes, Iñigo López de Recalde y Loiola, visqué a Manresa durant més de deu mesos. Hi arribà, procedent de Montserrat, el 25 de març de 1522, i se n'anà per embarcar-se cap a Terra Santa, a mitjan febrer de 1523. El record de la seva estada i de les coses que li esdevingueren ací és monumentalitzat per diversos temples i altres llocs de devoció. El principal dels santuaris ignasians és el de la Santa Cova, indret on, segons la tradició, Ignasi de Loiola va escriure els seus Exercicis espirituals. L'església és una notable construcció barroca.
El 1603, Felip III de Castella concedí la creació d'una taula de comuns dipòsits.
Durant la Guerra dels Segadors, Manresa va acollir dues vegades la Generalitat, els anys 1651 i 1652. Aquest acolliment li va proporcionar poder encunyar moneda pròpia. L'Avalot de les faves fou una revolta antisenyorial ocorreguda el juny de 1688.

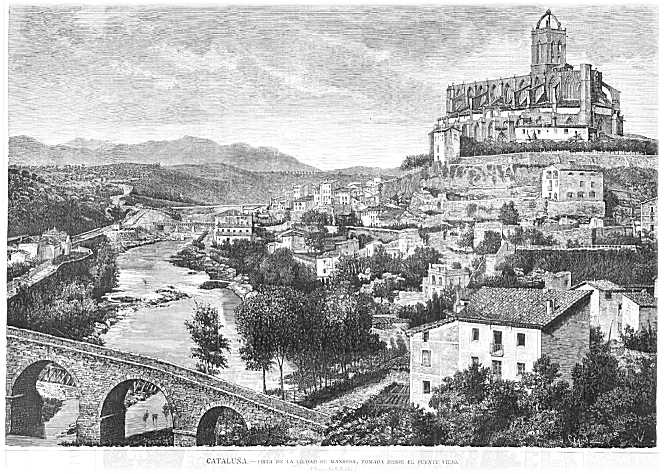
La ilustración Española y Americana, 22.3.1881, p. 188

Manresa va ser una de les ciutats catalanes més represaliades pels borbònics durant la Guerra de Successió. El seu posicionament a favor de l'exèrcit austriacista va ser castigat amb una desmesurada severitat. El 13 d'agost de 1713, un gran exèrcit borbònic a les ordres del general José de Armendáriz va incendiar la ciutat de Manresa. La ciutat, que el juliol de 1713 havia jurat fidelitat al generalíssim borbònic duc, va donar suport una setmana més tard a la resistència catalana, en el moment de presentar-se a la ciutat el coronel austriacista Josep de Peguera i de Cortit amb 60 cavalls demanant la mobilització manresana a favor de la resistència. La ciutat va formar la seva coronela i en sortiren uns 400 combatents capitanejats per Joan Sobrebals. Assabentat el duc de Pópuli de la rebel·lió manresana contra l'obediència borbònica, va enviar el dia 3 d'agost un gran exèrcit format per 4.000 soldats borbònics a les ordres del tinent general José de Armendáriz i del general de batalla José Carrillo de Albornoz, comte de Montemar, per tal de represaliar la ciutat de Manresa.
Aquest va ser el motiu que va empènyer el duc de Pòpuli a ordenar al general Armendáriz la crema de la ciutat de Manresa. Sembla que, inicialment, Armendáriz va ordenar cremar les cases de les famílies austriacistes i d'aquells que havien marxat de la ciutat amb la crida de la Diputació i, perquè l'incendi no es descontrolés, va ordenar als veïns que retiressin la pólvora de les seves cases. Les flames, però, van créixer i es van escampar. La força del vent va fer cremar també algunes cases distants i algunes porcions de pólvora que els habitants tenien guardades a casa o, senzillament, que havien oblidat de feia temps. El foc va créixer amb tanta força que els soldats, atemorits pels crits dels ciutadans i pels perills que consideraven propers, van desmuntar les guàrdies. Els habitants es van apartar del perill del foc, però abans d'aconseguir-ho en quedaren alguns de sepultats entre les runes. En total, van ser cremades unes 522 cases, la meitat de la ciutat. L'incendi va deixar ensorrada la plaça Major, el carrer de Sant Miquel, el carrer de Sobrerroca, el raval de Sant Andreu, el carrer de la Codinella, el carrer de Santa Llúcia, el carrer de Galceran Andreu, el carrer del Carme, i l'església del Carme, entre d'altres. El mateix dia els borbònics cremaven també el nucli de Salelles.
Durant la Guerra de Successió espanyola, la coronela de Manresa va participar en la defensa de Barcelona el 1706. El 1713, Antoni Desvalls i de Vergós va fer una incursió sobre Manresa, durant la qual el regiment borbònic de la Basilicata es refugià a la seu com a darrer baluard on resistir. En l'atac i defensa del lloc resultà cremada l'església. El regiment borbònic napolità fou vençut, i el seu coronel, Félix Álvarez de la Escalera, resultà mort en combat. Dies després, en el combat de Mura, els catalans derrotaren la columna de Diego González que havia sortit en la seva persecució, dirigint-se posteriorment a Terrassa, i fou atacat el dia 9 a Esparreguera per un destacament sortit de Martorell. El 6 de setembre de 1714 la col·legiata de la seu va patir el primer incendi.
Després del Decret de Nova Planta (1715), la ciutat es va confirmar com la capital del corregiment de Manresa, que agrupava els territoris del Bages, Berga, el Lluçanès i el Moianès. El corregiment va subsistir fins a l'any 1839.
El 1793, amb motiu de la Guerra Gran, la ciutat dugué la iniciativa de constitució d'una junta general o assemblea del Principat.

### Edat contemporània

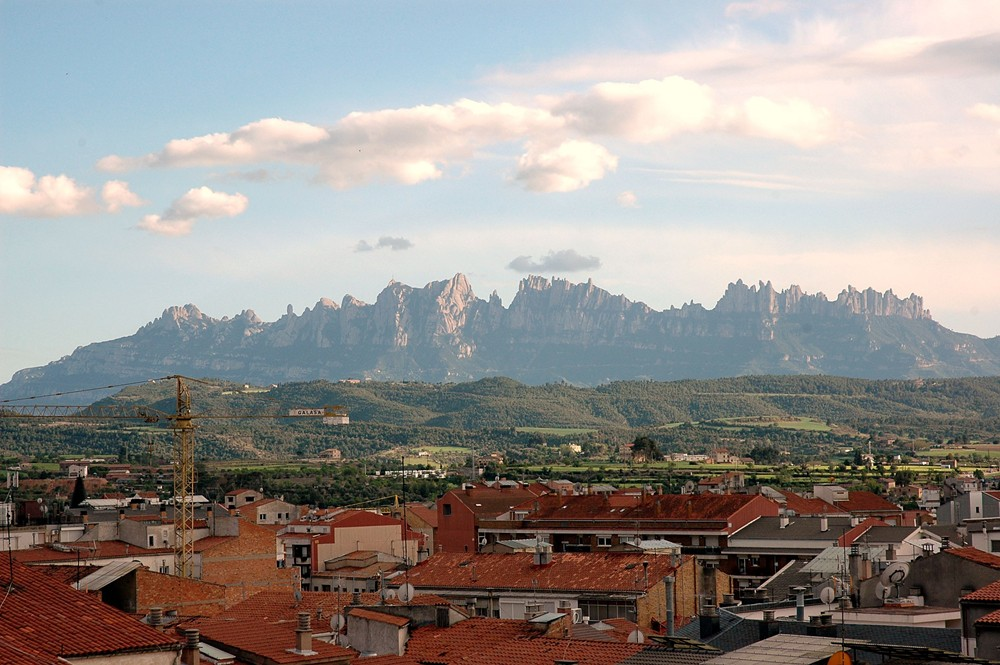
La muntanya de Montserrat des de Manresa

L'esplendor de la ciutat com a tal es recuperaria al segle xix. Després d'uns inicis de centúria marcats per la Guerra del Francès, en què Manresa tingué un paper destacat (crema del paper segellat i Batalla del Bruc, 1808), i per la qual cosa el 30 de març de 1811 va patir un incendi de més de 700 cases ordenat per Macdonald, la ciutat va aconseguir consolidar-se com un dels centres industrials tèxtils més importants de Catalunya.
Durant l'aixecament reialista de la Guerra dels Malcontents, 30.000 homes armats s'estableixen a Manresa, on el 29 d'agost de 1827 institueixen una Junta Superior del Govern del Principat, que va editar El Catalán Realista i que tenia com a lema «Visca el rei i mori el mal govern!».

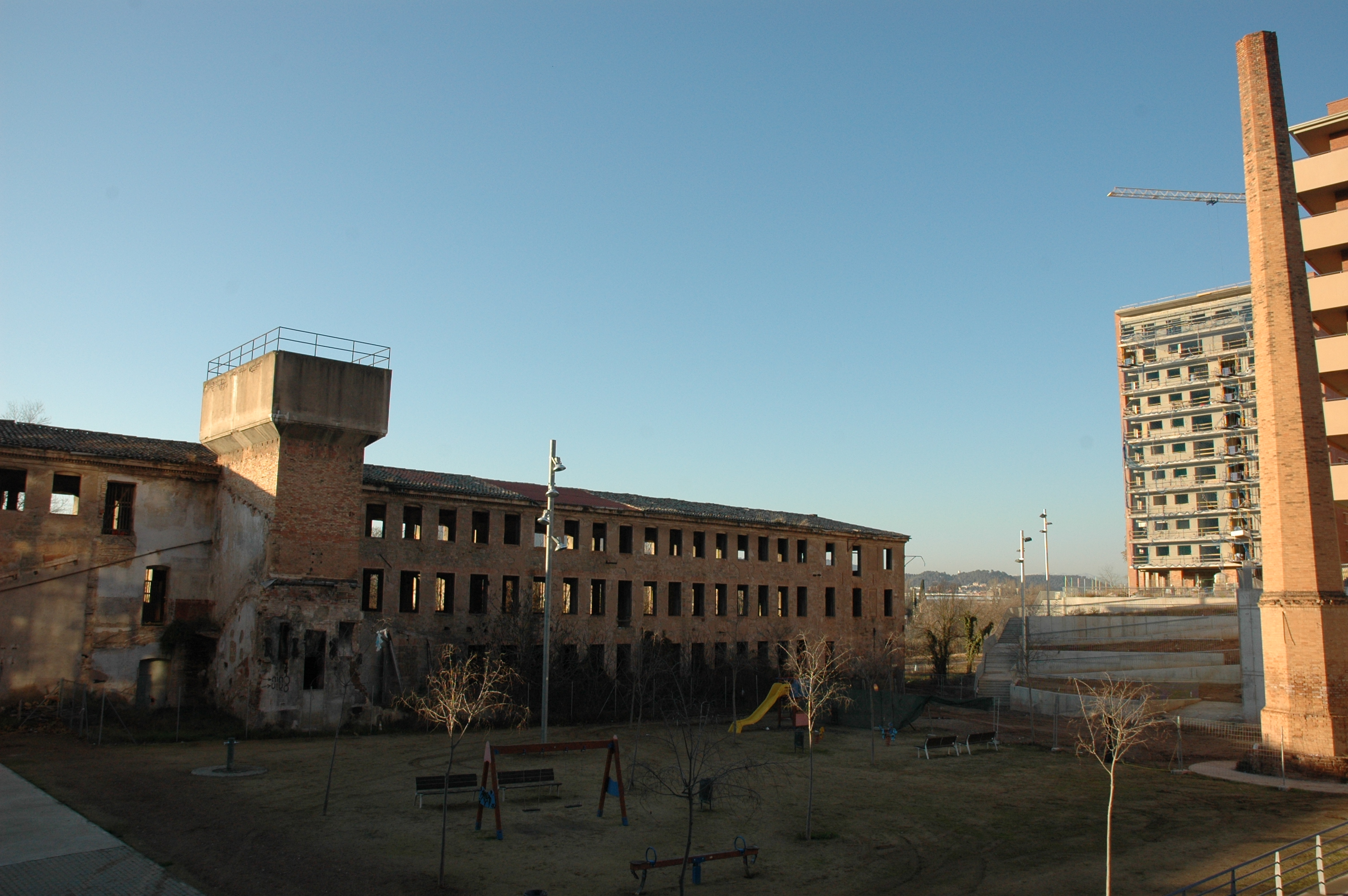
Les restes de la fàbrica des del nou parc del Panyos. A la dreta, la gran xemeneia que servia per a treure el fum de la combustió del carbó que consumia la màquina de vapor; al seu darrere, les noves i altes edificacions que ara es permeten a Manresa

La industrialització fou el detonant del progrés de la ciutat al llarg del segle xix, mitjançant l'aprofitament intensiu dels recursos hidràulics i l'aplicació primerenca del vapor, la instal·lació del gas, la construcció de carreteres i, sobretot, la construcció del ferrocarril de Barcelona a Lleida, que arribà a Manresa el 1859. El 1864 arribava el telègraf i el 1865 l'aigua potable. En benestar social també comportà la creació del Teatre Conservatori el 1878. El creixement demogràfic d'aquest segle triplica la població, passant de 8.494 hab. el 1803 a 25.121 el 1898. Una altra conseqüència del desenvolupament fou la fundació l'any 1865 de la Caixa d'Estalvis de Manresa i del Banc de Manresa el 1881. El 1883, es construïa el ferrocarril de via estreta de Manresa a Berga, apropant encara més Manresa a la seva comarca.
La ciutat es va eixamplar ràpidament al voltant de les carreteres de Vic i de Cardona, i també del nou passeig de Pere III (1891). L'any 1892, l'Assemblea Catalanista aprovà al saló de sessions de l'Ajuntament les Bases de Manresa, primera plasmació escrita dels objectius polítics del catalanisme.
Els primers anys del segle xx van viure un fort creixement de la mobilització política i social a la ciutat. El primer decenni veu néixer fundacions de signe cultural i societari, que es mantenen encara amb relleu i amb projecció extraciutadana: l'Orfeó Manresà (1901), el Centre Excursionista de la Comarca de Bages (1905) i l'Esbart Manresà de Dansaires (1909). Durant el breu període de la Segona República (1931-36), es van construir importants obres públiques de caràcter sanitari, educatiu i cultural.
L'any 1936 va ser un any negre per a la història monumental manresana: s'enderrocaren les esglésies del Carme, dels predicadors i de Sant Miquel. Els dies 21 de desembre de 1938 i 19 de gener de 1939, l'aviació franquista va bombardejar Manresa i va provocar la mort d'un mínim de 35 persones, totes civils. Exhausta, rebia les tropes feixistes el dia 24 de gener de 1939.
Després de la Guerra civil espanyola, amb la repressió franquista i la deportació als camps nazis, la ciutat va perdre 755 manresans. La ciutat va viure uns anys difícils, però va reprendre el camí del creixement econòmic i va entrar en una llarga fase d'expansió urbanística, causada en gran part per l'afluència d'immigració obrera del sud d'Espanya.
El motor d'aquesta expansió foren les fàbriques tèxtils, però a partir dels anys seixanta entren en un llarg procés d'agonia, que conclou l'any 1977 amb el tancament de la major de totes, la fàbrica Gallifa, avui recuperada com a centre cultural i símbol d'una etapa que ja és història. La fàbrica Pirelli –inaugurada l'any 1924– va poder absorbir part d'aquesta mà d'obra, així com la indústria Lemmerz, ambdues relacionades amb el sector de l'automòbil.
L'any 1989, Manresa va celebrar el mil·lenari de la seva existència com a ciutat.
En els anys 90, amb l'obertura de l'autopista Manresa-Terrassa, la construcció de l'Eix Transversal, i l'arribada d'una altra onada d'immigració, aquesta vegada de més enllà de la península (bàsicament magribina), s'ha contribuït al creixement poblacional de la ciutat.

#### Manresa 2022

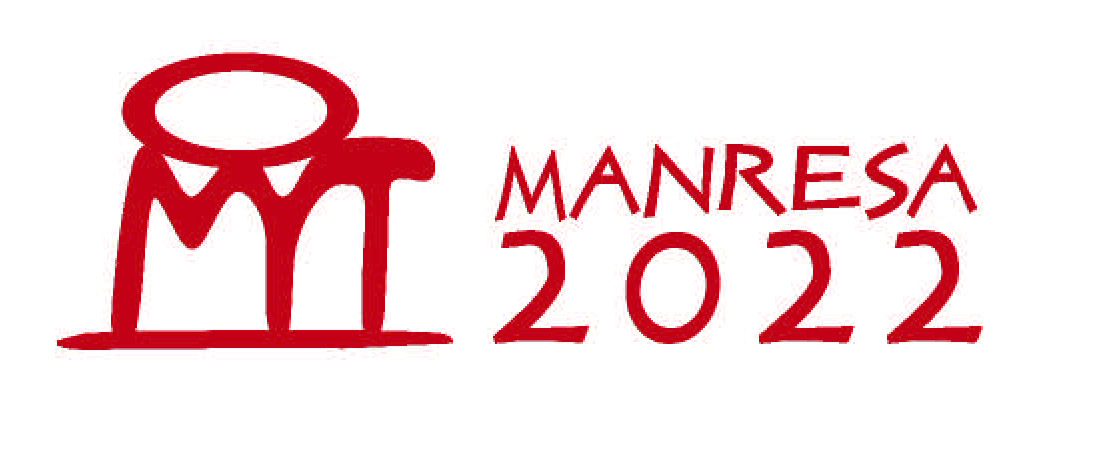
Logo del projecte Manresa 2022

L'octubre del 2013 es va engegar la redacció del Pla Director del Projecte Estratègic Manresa 2022 que ha estat elaborat per una comissió transversal d'experts i de personal divers de l'Ajuntament de Manresa, però també amb una àmplia participació dels agents de la ciutat, i que marca els objectius i les prioritats d'acció a partir d'ara i fins al 2022. El Projecte Manresa 2022 és una aposta estratègica de la ciutat, amb l'objectiu de celebrar els 500 anys de l'arribada de Sant Ignasi de Loiola a Manresa, de camí en el seu pelegrinatge cap a Jerusalem. Ignasi va estar-s'hi prop d'un any a Manresa i hi va escriure els exercicis espirituals. També hi va tenir una experiència reveladora, que va marcar la seva vida i el va dur a fundar la Companyia de Jesús. Per això Manresa és considerada ciutat bressol de l'orde jesuïta. Tant és així que molts centres jesuïtes arreu del món duen el nom de Manresa.

## Geografia
- Llista de topònims de Manresa (Orografia: muntanyes, serres, collades, indrets..; hidrografia: rius, fonts...; edificis: cases, masies, esglésies, etc).

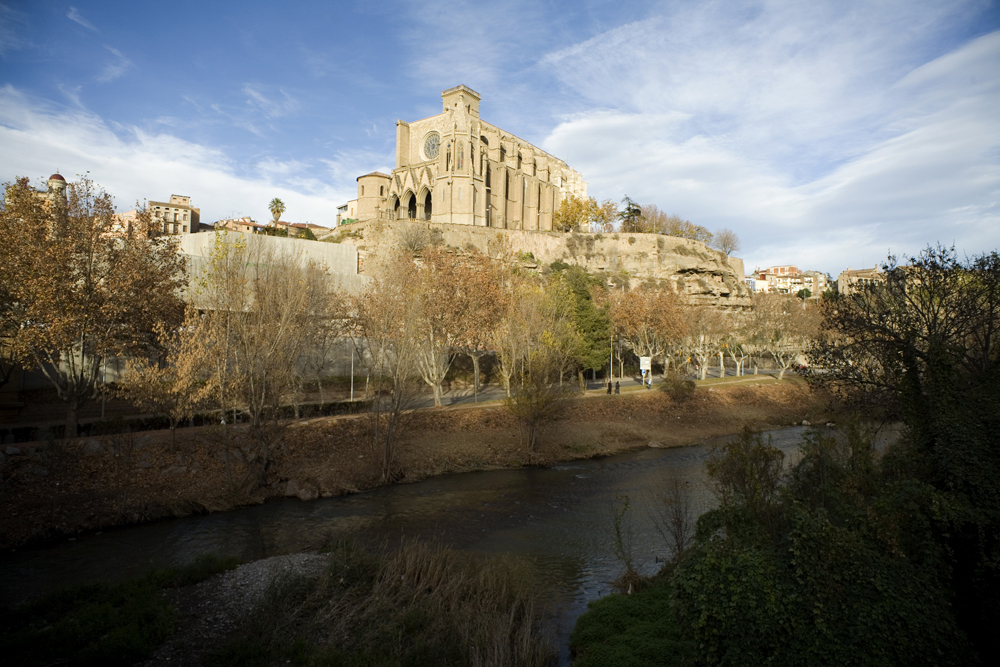
La catedral de Manresa, amb el riu Cardener en primer pla.

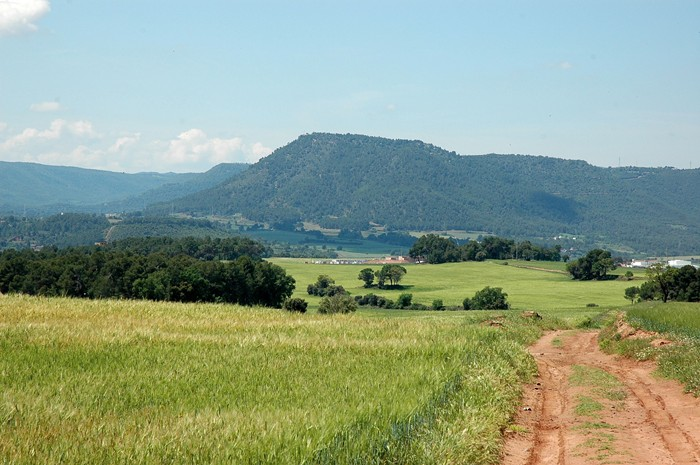
El Collbaix (544 m), la muntanya més alta del terme de Manresa.

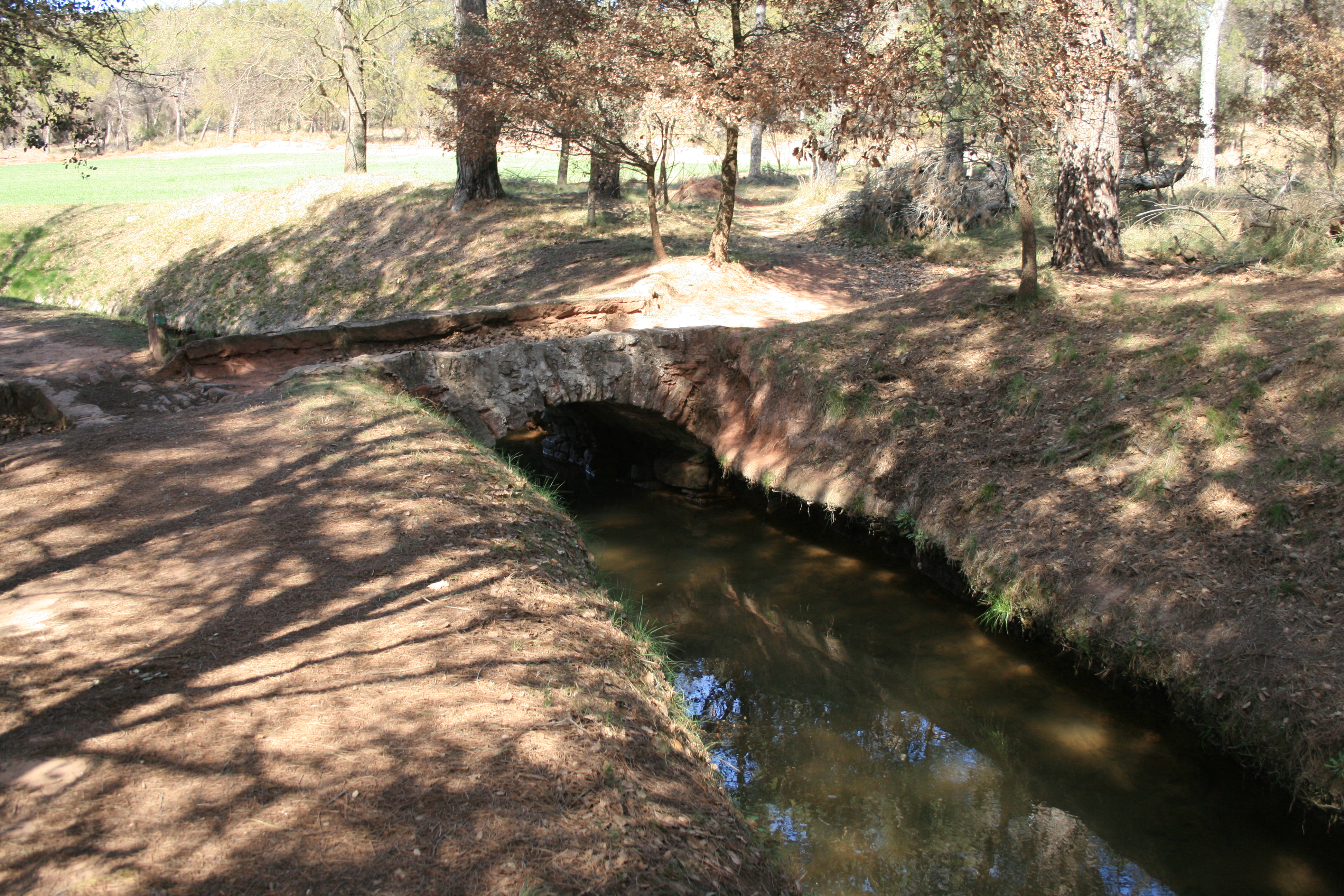
La séquia de Manresa.

El territori de Manresa és molt poc pla, ja que està modelat per una sèrie de turons testimonials, sovint coronats per fragments de les antigues terrasses fluvials del Cardener. Aquests turons, parcialment ocupats per edificacions, són els puigs Cardener, Mercadal, el Pujolet, Terrà, la Talaia i Berenguer. A més, cal destacar les costes de les Escodines i de Santa Caterina, els tossals dels Cigalons, del Poblenou i del Coro, aquests integrats a la zona urbana, i altres relleus, més perifèrics i elevats, com són Montlleó (361 m), Bufalvent (378 m) i Collbaix (544 m). El Cardener es presenta com l'eix principal del territori de nord a sud, i té una notable inflexió en angle recte a la meitat del seu curs. Aquesta inflexió, entre els ponts del Congost i Vell, forma els límits occidental i de migdia de la ciutat. D'altra banda, el Llobregat solca el terme de Manresa pel cantó de llevant i li fa de frontera amb les terres del Pont de Vilomara i Rocafort, Mura, Sant Vicenç de Castellet i Castellgalí. La séquia de Manresa fou construïda per la ciutat entre el 1339 i el 1383, amb privilegi de Pere III i sota la direcció del mestre Guillem Catà.
La séquia pren l'aigua del Llobregat al peu del castell de Balsareny i la condueix a Manresa per un canal de 26,3 km de recorregut i amb un desnivell de només 10,630 m. En arribar a l'Agulla, el canal es divideix en dues branques: la de la dreta rega les partides del Poal, de Puigberenguer i del Mas d'en Pla; la de l'esquerra, les terres del Guix, de les Cots i de Viladordis. Altres cursos d'aigua que solquen Manresa són: la riera de Rajadell, la qual drena el territori en direcció oest-est fins a desguassar al Cardener, 2 km més avall de la ciutat; la riera de Cornet, que solca les terres al sud-oest del municipi; el torrent de Mas d'en Pla; el de Predicadors; el de Sant Ignasi, el de la Font de Fans, i el dels Llops, a més d'altres de curs intermitent.
Limita al nord amb els termes de Sant Joan de Vilatorrada i Sant Fruitós de Bages, a l'est amb el Pont de Vilomara i Rocafort, al sud amb Sant Vicenç de Castellet, Castellgalí i Sant Salvador de Guardiola, i a l'est amb Rajadell i Fonollosa.

### Clima

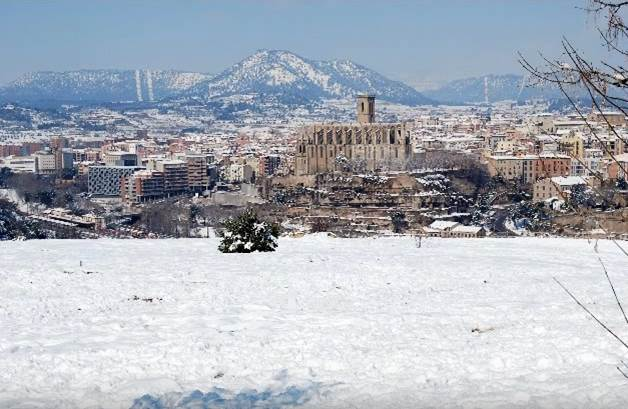
La neu és un fenomen poc freqüent a la ciutat, però gairebé cada any s'hi presenta. La mitjana de dies de neu a Manresa és d'1,4.

La ciutat de Manresa, ubicada a 238 msnm, resta inclosa dins la franja de clima mediterrani de muntanya mitjana, caracteritzada per una pluviositat escassa i una oscil·lació tèrmica anual força acusada. Els hiverns són freds, amb gebrades i boires, i les temperatures elevades dels estius produeixen condensacions de vapor d'aigua. La ciutat presenta un règim equinoccial de pluges, a la tardor i a la primavera. La mitjana de precipitació registrada durant el període 1936–84 va ser de 604,6 mm. Els tres mesos de sequera són el juny, el juliol i l'agost amb valors al voltant dels 35-38 °C. El desembre, el gener i el febrer són els mesos més freds de l'any. L'amplitud tèrmica anual és entorn dels 19 °C.

La temperatura mitjana calculada sobre la base dels últims deu anys ha estat de 7,0° a l'hivern, 14,0° a la primavera, 15,1° a la tardor i 23,3° a l'estiu. La temperatura mínima absoluta es va registrar el 8 de gener de 1985, quan els termòmetres van baixar fins als -21.5°. També destaquen els -19.0 assolits el 28 de desembre de 1962, i els -14.0 assolits l'1 de febrer de 1947. La pluja del període 1931 a 1969 va ser de 619 l/m² anuals de mitjana; l'evapotranspiració anual va ser de 763 litres; per tant, hi ha un dèficit de pluja total de 154 litres que ocorre durant l'estiu; la pluja es reparteix en 94 dies de l'any; se'n presenten dos màxims, molt similars, a la primavera i a la tardor.
| Dades climàtiques a Manresa               | Dades climàtiques a Manresa | Dades climàtiques a Manresa | Dades climàtiques a Manresa | Dades climàtiques a Manresa | Dades climàtiques a Manresa | Dades climàtiques a Manresa | Dades climàtiques a Manresa | Dades climàtiques a Manresa | Dades climàtiques a Manresa | Dades climàtiques a Manresa | Dades climàtiques a Manresa | Dades climàtiques a Manresa | Dades climàtiques a Manresa |
| Mes                                       | gen                         | febr                        | març                        | abr                         | maig                        | juny                        | jul                         | ag                          | set                         | oct                         | nov                         | des                         | anual                       |
| ----------------------------------------- | --------------------------- | --------------------------- | --------------------------- | --------------------------- | --------------------------- | --------------------------- | --------------------------- | --------------------------- | --------------------------- | --------------------------- | --------------------------- | --------------------------- | --------------------------- |
| Màxima rècord °C (°F)                     | 20.0 (68)                   | 23.5 (74.3)                 | 28.9 (84)                   | 28.5 (83.3)                 | 35.6 (96.1)                 | 40.0 (104)                  | 43.0 (109.4)                | 43.5 (110.3)                | 38.0 (100.4)                | 31.9 (89.4)                 | 26.4 (79.5)                 | 20.6 (69.1)                 | 43.0 (109.4)                |
| Màxima mitjana °C (°F)                    | 9.5 (49.1)                  | 12.5 (54.5)                 | 16.4 (61.5)                 | 19.3 (66.7)                 | 23.2 (73.8)                 | 27.5 (81.5)                 | 31.1 (88)                   | 30.2 (86.4)                 | 26.6 (79.9)                 | 20.8 (69.4)                 | 14.2 (57.6)                 | 9.7 (49.5)                  | 20.1 (68.2)                 |
| Mitjana diària °C (°F)                    | 4.2 (39.6)                  | 6.2 (43.2)                  | 9.5 (49.1)                  | 12.2 (54)                   | 16.2 (61.2)                 | 20.4 (68.7)                 | 23.6 (74.5)                 | 23.2 (73.8)                 | 20.0 (68)                   | 14.6 (58.3)                 | 8.7 (47.7)                  | 4.9 (40.8)                  | 13.6 (56.5)                 |
| Mínima mitjana °C (°F)                    | −1.1 (30)                   | −0.1 (31.8)                 | 2.6 (36.7)                  | 5.1 (41.2)                  | 9.1 (48.4)                  | 13.2 (55.8)                 | 16.0 (60.8)                 | 16.1 (61)                   | 13.4 (56.1)                 | 8.5 (47.3)                  | 3.1 (37.6)                  | 0.2 (32.4)                  | 7.2 (45)                    |
| Mínima rècord °C (°F)                     | −21.5 (−6.7)                | −14.0 (6.8)                 | −9.0 (15.8)                 | −5.0 (23)                   | −1.4 (29.5)                 | 5.0 (41)                    | 9.0 (48.2)                  | 8.0 (46.4)                  | −1.0 (30.2)                 | −3.0 (26.6)                 | −8.0 (17.6)                 | −19.0 (−2.2)                | −21.5 (−6.7)                |
| Precipitació mitjana mm (polzades)        | 33.0 (1.299)                | 29.6 (1.165)                | 43.3 (1.705)                | 51.4 (2.024)                | 69.6 (2.74)                 | 57.0 (2.244)                | 28.6 (1.126)                | 51.0 (2.008)                | 74.9 (2.949)                | 63.2 (2.488)                | 50.0 (1.969)                | 46.0 (1.811)                | 597.9 (23.539)              |
| Mitjana de dies de pluja                  | 4.0                         | 4.1                         | 6.0                         | 7.7                         | 8.5                         | 6.9                         | 3.8                         | 5.7                         | 6.3                         | 6.3                         | 5.4                         | 5.4                         | 70.1                        |
| Mitjana de dies de neu                    | 0.6                         | 0.4                         | 0.1                         | 0                           | 0                           | 0                           | 0                           | 0                           | 0                           | 0                           | 0                           | 0.3                         | 1.4                         |
| Mitjana de dies de gelada                 | 18.0                        | 13.1                        | 7.3                         | 1.9                         | 0.0                         | 0.0                         | 0.0                         | 0.0                         | 0.0                         | 0.8                         | 6.9                         | 13.6                        | 61.6                        |
| Humitat relativa mitjana (%)              | 71                          | 64                          | 60                          | 56                          | 55                          | 53                          | 50                          | 56                          | 62                          | 67                          | 73                          | 76                          | 62                          |
| Mitjana mensual d'hores de sol            | 146.4                       | 160.2                       | 205.8                       | 225.6                       | 241.4                       | 268.8                       | 322.5                       | 283.8                       | 211.9                       | 165.9                       | 129.7                       | 105.61                      | 2.467,7                     |
| Font #1: Servei Meteorològic de Catalunya |                             |                             |                             |                             |                             |                             |                             |                             |                             |                             |                             |                             |                             |
| Font #2: El Clima de Manresa (1936–1990)  |                             |                             |                             |                             |                             |                             |                             |                             |                             |                             |                             |                             |                             |

### Vegetació
La vegetació potencial del municipi de Manresa correspon principalment a rouredes submediterrànies semicaducifòlies, de roure martinenc (Quercus pubescens) i roure català (Quercus cerrioides), que ocupaven antigament els sòls més profunds, ara transformats en conreus. D'altra banda, els sòls més prims i en indrets més solells pertanyen al domini de l'alzinar selvàtic (Quercus ilex) i del carrascar (Quercus rotundifolia). Finalment, vora els cursos d'aigua es desenvolupava una vegetació caducifòlia de ribera, formada per àlbers, pollancres, freixes, oms i verns. Avui dia, totes aquestes formacions han estat substituïdes o bé per conreus o urbanitzades o bé per formacions vegetals secundàries com garrigues, brolles de romaní i pinedes de pi blanc (Pinus halepensis). També són freqüents les espècies exòtiques, que ocupen ambients degradats.

## Demografia
Des de la seva formació com a nucli urbà, Manresa ha estat, al llarg dels segles, la ciutat més important de la comarca quant a nombre d'habitants, la qual cosa li ha permès d'ésser el centre jerarquitzador d'una àmplia zona de la Catalunya central, tot i que la seva evolució ha estat marcada per una sèrie de períodes en funció de la situació econòmica, política i social de cada moment. Les primeres dades de població (manresans) que es troben referenciades són els fogatges realitzats al segle xiv. En els fogatges del 1365 i 1370 consten un total de 703 focs, mentre que en el del 1381 la xifra és de 463 focs. La disminució de la població va lligada a la pesta negra del 1348 i als continuats rebrots que es van produir els anys següents. Durant el segle xv continuà el retrocés demogràfic, sobretot per qüestions polítiques i bèl·liques: la guerra civil entre Joan II i la Generalitat. A la meitat del segle xiv i al llarg del segle xv, la població experimentà un descens, tot passant de 2.000 focs a menys de 300. Per aquest motiu la ciutat de Manresa oferia una sèrie d'avantatges a l'hora d'atreure els nous pobladors i iniciar la recuperació demogràfica. Els nous pobladors arribaren d'altres zones de la resta del Principat o de terres de la Corona d'Aragó.
| Entitat de població   | Habitants (2024) |
| Manresa               | 77.289           |
| Sant Pau              | 515              |
| el Xup                | 259              |
| Santa Caterina        | 259              |
| els Comtals           | 257              |
| el Guix               | 224              |
| Viladordis            | 212              |
| el Poal               | 142              |
| Mas d'en Pla          | 103              |
| la Plana del Pont Nou | 99               |
| les Ferreres          | 84               |
| Mas Terrós            | 61               |
| el Camí del Suanya    | 60               |
| Mas d'en Roca         | 57               |
| l'Oller               | 43               |
| el Colomer            | 40               |
| Pont de Vilomara      | 33               |
| Font: Idescat         |                  |

Les taxes de natalitat més aviat altes del final del segle xvi van fer possible un considerable increment de la població. Al segle xvii consta que Manresa tenia un total de 1 282 focs. Sembla que a partir d'aquest moment, sobretot al voltant de la meitat de segle, la ciutat va patir els efectes d'una nova pesta, a més de les conseqüències de la guerra dels Segadors i les guerres contra Anglaterra. Al començament del segle xviii inicià una profunda transformació econòmica i social que li permeté d'augmentar la seva població després de segles amb diferents fluctuacions. Segons el cens del 1717, la ciutat tenia uns 5.669 habitants, i a final de segle, el cens de Floridablanca del 1787 comptabilitza un total de 8.160 h. L'any 1803 la xifra era de 8.494, i de 12.000 l'any 1838, segons una estadística municipal. Aquesta situació d'augment considerable de la població aviat es veié frenada per les guerres carlines, però continuà augmentant posteriorment, fins a comptabilitzar 16.193 h l'any 1860. L'increment demogràfic de la ciutat es nodrí del propi creixement vegetatiu i de l'arribada d'immigrants procedents de pobles de la comarca i de les comarques veïnes. L'any 1857, Manresa ocupava el sisè lloc en el rànquing de ciutats catalanes amb més població, darrere de Barcelona, Reus, Lleida, Tarragona i Mataró. A la segona meitat del segle xix hom observa un descens de les taxes de natalitat. Fou també en aquest període que s'assolí el màxim saldo migratori a causa de la necessitat de mà d'obra de la indústria.

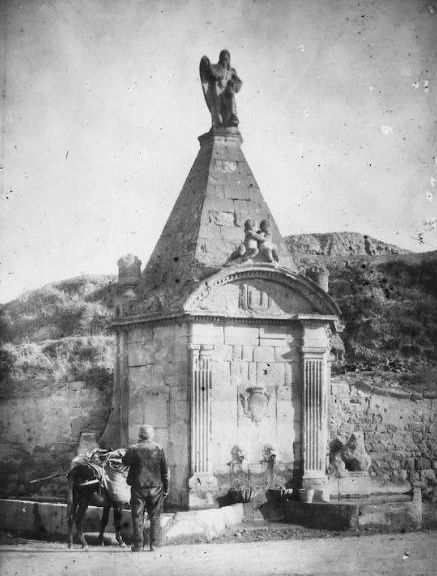
La font de Neptú el 1900

Durant la dècada del 1877 al 1887 es produí un increment de població d'uns 4 000 habitants, els quals corresponen al període anomenat la Febre d'Or. La ciutat experimentà en aquesta època una etapa de desenvolupament econòmic fonamentat sobretot en la instal·lació de noves fàbriques. A l'inici del segle xx hom registra una població aproximada d'uns 23.000 h. Durant la segona dècada hi hagué un increment absolut de 5.269 persones. Del 1930 al 1936 la població augmentà 4.327 h, en part gràcies a l'inici de les explotacions potàssiques. Entre el 1950 i el 1960 la població de Manresa experimentà el major creixement del segle i de tota l'evolució demogràfica de la ciutat al llarg de la història. En deu anys es produí un augment d'11.764 h, cosa que representa una taxa de creixement del 29,1%, superior a la mitjana comarcal i a la catalana. L'increment de la població pel fenomen de la immigració va quedar trencat en 1960-70 a causa de la crisi del tèxtil iniciada el 1962. Entre el 1970 i el 1980 el creixement de la ciutat va ser conseqüència del creixement vegetatiu i no del saldo migratori. El 1996 hom empadronà 64.385 h i el 2005, 70.343 h, població que presentava a més una estructura força envellida, pròpia d'una ciutat madura. Pel que fa a la població ocupada el 2001 només el 0,8% d'aquesta població treballava al sector primari, el 9,1% a la construcció, el 30,6% a la indústria i el 59,5% als serveis.
L'1 de gener de 2017 el terme municipal tenia 75.152 persones.
| 1497 f | 1515 f | 1553 f | 1717  | 1787  | 1857   | 1877   | 1887   | 1900   | 1910   |
| ------ | ------ | ------ | ----- | ----- | ------ | ------ | ------ | ------ | ------ |
| 305    | 315    | 353    | 5.669 | 8.421 | 15.264 | 18.537 | 22.685 | 23.252 | 22.036 |

| 1920   | 1930   | 1940   | 1950   | 1960   | 1970   | 1981   | 1990   | 1992   | 1994   |
| ------ | ------ | ------ | ------ | ------ | ------ | ------ | ------ | ------ | ------ |
| 27.305 | 32.151 | 36.381 | 40.452 | 52.216 | 57.846 | 67.014 | 65.818 | 66.133 | 66.133 |

| 1996   | 1998   | 2000   | 2002   | 2004   | 2006   | 2008   | 2010   | 2012   | 2014   |
| ------ | ------ | ------ | ------ | ------ | ------ | ------ | ------ | ------ | ------ |
| 64.385 | 64.067 | 63.742 | 65.440 | 68.505 | 71.772 | 75.053 | 76.209 | 76.570 | 75.297 |

| 2016   | 2018   | 2020   | 2022   | 2024   | 2026 | 2028 | 2030 | 2032 | 2034 |
| ------ | ------ | ------ | ------ | ------ | ---- | ---- | ---- | ---- | ---- |
| 74.752 | 76.250 | 78.245 | 77.452 | 80.201 | -    | -    | -    | -    | -    |

## Política

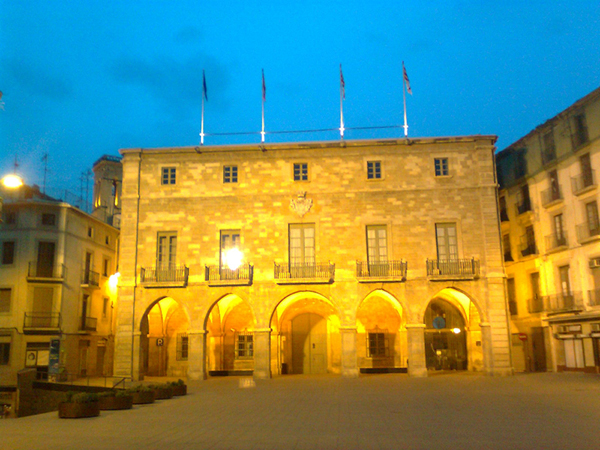
L'edifici de l'Ajuntament de Manresa

L'Ajuntament de Manresa, on tingué lloc l'any 1892 l'assemblea redactora de les Bases de Manresa, està situat en un edifici històric del segle xiii, a la plaça Major, en ple nucli antic. També hi ha la seu del Consell Comarcal del Bages.
El primer alcalde després de les primeres eleccions després del franquisme, l'any 1979, fou Joan Cornet i Prat, del PSC. L'ajuntament ha estat dirigit per aquest partit durant la majoria de les legislatures, però des del 2011 el partit majoritari és Convergència i Unió. Des del 2011 l'alcalde de la ciutat és Valentí Junyent i Torras, de CiU.
En les eleccions municipals de 2015 la participació a Manresa va ser de 52.343 vots (52,89%), 157 dels quals van ser vots nuls (0,57%) i 475 en blanc (1,73%). S'escolliren un total de 25 regidors, el mateix nombre que les del 2011. L'alcalde convergent, Valentí Junyent i Torras, revalidà de nou la batllia amb majoria relativa.

### Alcaldes de Manresa
Manresa ha tingut 6 alcaldes des de les primeres eleccions després del franquisme el 1979:
| Període     | Alcalde o alcaldessa                         | Partit polític                 | Data de possessió     | Observacions                |
| ----------- | -------------------------------------------- | ------------------------------ | --------------------- | --------------------------- |
| 1979–1983   | Joan Cornet i Prat                           | Logotip del PSC                | 19/04/1979            | --                          |
| 1983–1987   | Joan Cornet i Prat                           | Logotip del PSC                | 28/05/1983            | --                          |
| 1987–1991   | Juli Sanclimens i Genescà                    | Logotip de CiU                 | 30/06/1987            | --                          |
| 1991–1995   | Juli Sanclimens i Genescà                    | Logotip de CiU                 | 15/06/1991            | --                          |
| 1995–1999   | Jordi Valls i Riera                          | Logotip del PSC                | 17/06/1995            | --                          |
| 1999–2003   | Jordi Valls i Riera                          | Logotip del PSC                | 03/07/1999            | --                          |
| 2003–2007   | Josep Camprubí i Duocastella                 | Logotip del PSC                | 14/06/2003            | --                          |
| 2007–2011   | Josep Camprubí i Duocastella                 | Logotip del PSC                | 16/06/2007            | --                          |
| 2011–2015   | Valentí Junyent i Torras                     | Logotip de CiU                 | 11/06/2011            | --                          |
| 2015–2019   | Valentí Junyent i Torras                     | Logotip de CiU                 | 13/06/2015            | --                          |
| 2019-2023   | Valentí Junyent i Torras Marc Aloy i Guàrdia | Logotip de CiU · Logotip d'ERC | 19/06/2019 27/06/2020 | Pacte de govern (JUNTS+ERC) |
| Des de 2023 | Marc Aloy i Guàrdia                          | Logotip d'ERC                  | 27/06/2020 17/06/2023 | --                          |

| Candidatura                                         | Cap de llista                    | Vots | %Vots  | Regidors/es |
| --------------------------------------------------- | -------------------------------- | ---- | ------ | ----------- |
| Esquerra Republicana de Catalunya - Acord Municipal | Marc Aloy i Guàrdia              | 5928 | 23,74% | 7           |
| Junts per Manresa (Junts per Catalunya)             | Ramon Bacardit i Reguant         | 5001 | 20,03% | 6           |
| Partit dels Socialistes de Catalunya                | Antoni Josep Valentí Moll (Anjo) | 3582 | 14,34% | 4           |
| Fem Manresa - CUP                                   | Roser Alegre Fontanet            | 2385 | 9,55%  | 3           |
| Impulsem Manresa - Ara Pacte Local                  | Joan Vila Marta                  | 2183 | 8,74%  | 2           |
| Front Nacional de Catalunya                         | Sergi Perramon i Subirana        | 1618 | 6,48%  | 2           |
| Vox                                                 | Inmaculada Cervilla Galera       | 1192 | 6,15%  | 1           |

| Candidatura | Candidatura                                              | Cap de llista              | Vots  | Regidors | % vots |
| ----------- | -------------------------------------------------------- | -------------------------- | ----- | -------- | ------ |
|             | Convergència i Unió                                      | Valentí Junyent i Torras   | 8065  | 9        | 29,15  |
|             | Esquerra Republicana de Catalunya – Acord Municipal      | Pere Culell Oliveras       | 6390  | 7        | 23,09  |
|             | Candidatura d'Unitat Popular – Poble Actiu               | Jordi Masdeu Valverde      | 3010  | 3        | 10,88  |
|             | Partit dels Socialistes de Catalunya – Progrés Municipal | Felip Gonzalez Martín      | 2963  | 3        | 10,71  |
|             | Ciutadans – Partit de la Ciutadania                      | Antonio Espinosa Cerrato   | 1832  | 2        | 6,62   |
|             | Democràcia Municipal                                     | Dídac Escolà Garcia        | 1534  | 1        | 5,54   |
|             | Partit Popular de Catalunya                              | Domingo Beltran Arnaldos   | 1366  | -        | 4,94   |
|             | ICV                                                      | Luis-Pedro Cano Herrera    | 918   | -        | 3,32   |
|             | Millor Manresa                                           | Rosa Maria Hernàndez Costa | 591   | -        | 2,14   |
|             | Plataforma per Catalunya                                 | Sebastià Llort Prat        | 526   | -        | 1,90   |
|             | En blanc                                                 |                            | 474   | -        | 1,71   |
| Total       | Total                                                    | 27669                      | 27669 | 25       |        |

En les eleccions municipals de 2019 la participació a Manresa va ser de 32.513 vots(61,61%). D'aquests 112 van ser nuls (0,34%) i 252 en blanc (0,78%).
|  | Candidatura                                         | Cap de llista            | Vots | Regidors/es | %Vots  |
|  | --------------------------------------------------- | ------------------------ | ---- | ----------- | ------ |
|  | Esquerra Republicana de Catalunya - Acord Municipal | Marc Aloy Guàrdia        | 9118 | 8           | 28,14  |
|  | Junts per Manresa                                   | Valentí Junyent i Torras | 9107 | 8           | 28'11  |
|  | Partits dels Socialistes - Candidatura de Progrés   | Felip González Martín    | 4741 | 4           | 14,63  |
|  | Fem Manresa - CUP                                   | Roser Alegre Fontanet    | 3269 | 3           | 10,09% |
|  | Ciutadans -Partido de la Ciudadania                 | Andrés Rojo Hernández    | 2282 | 2           | 7,04%  |

## Economia

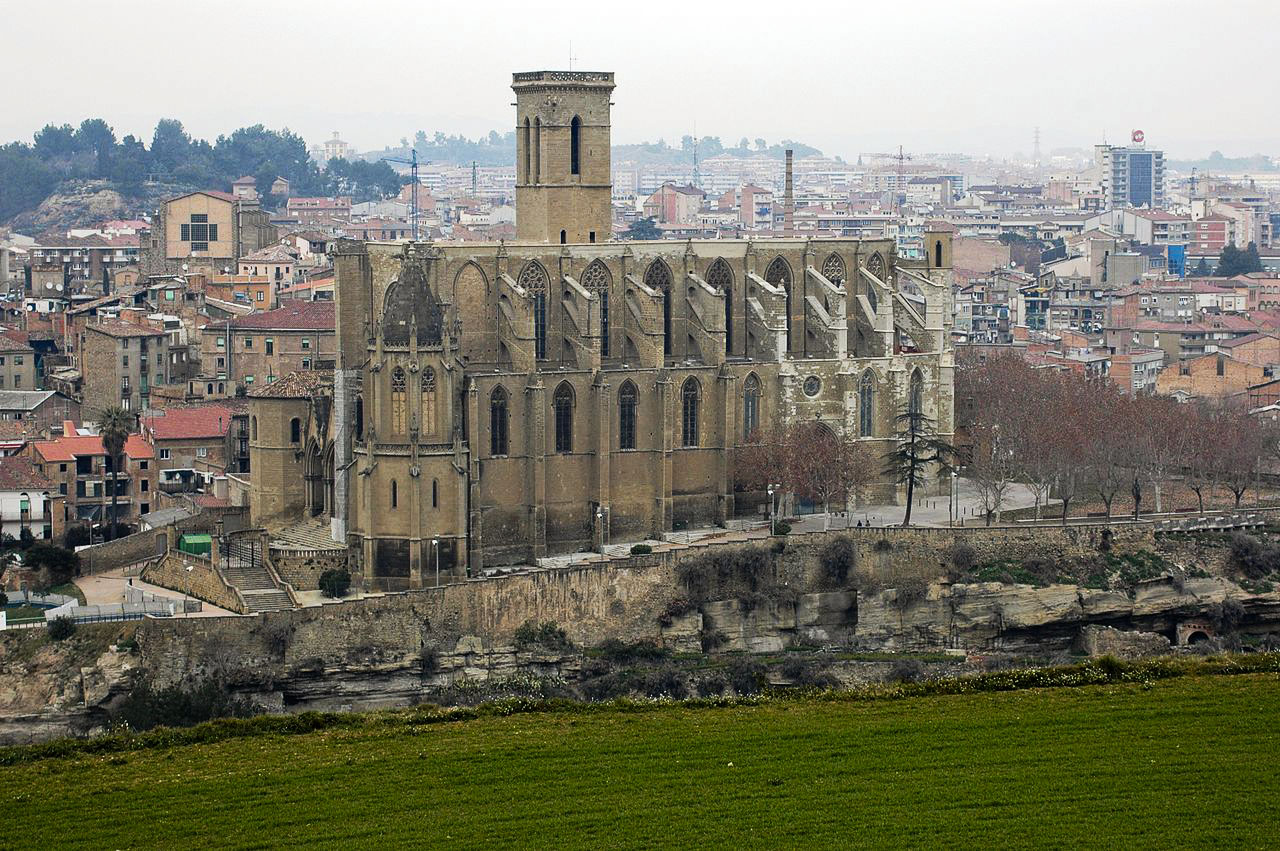
Un camp de cultiu amb la seu de Manresa al fons.

### L'agricultura i ramaderia
Tot i que Manresa és una ciutat eminentment industrial, les activitats agràries i ramaderes encara tenen certa importància, especialment en algun barri manresà, si bé l'antiga imatge de Manresa com a població agrícola ja no existeix. Resten com un símbol uns pocs masos i una colla de topònims en el nomenclàtor urbà, com per exemple el carrer de l'Era d'en Coma o carrer de l'Era de l'Esquerra. Hom destaca principalment el sector de regadiu, situat al nord i a l'est de la ciutat, gràcies a les aigües de la séquia de Manresa. L'aigua d'aquesta séquia també és aprofitada per al regatge de cereals, blat de moro, patates i farratges diversos. D'altra banda, una especialitat de l'horta manresana, com era la mongeta tendra, ha estat pràcticament abandonada. La zona de regadiu ha estat un sector clau per al desenvolupament de la ciutat i per al seu progrés econòmic i social.

### La indústria

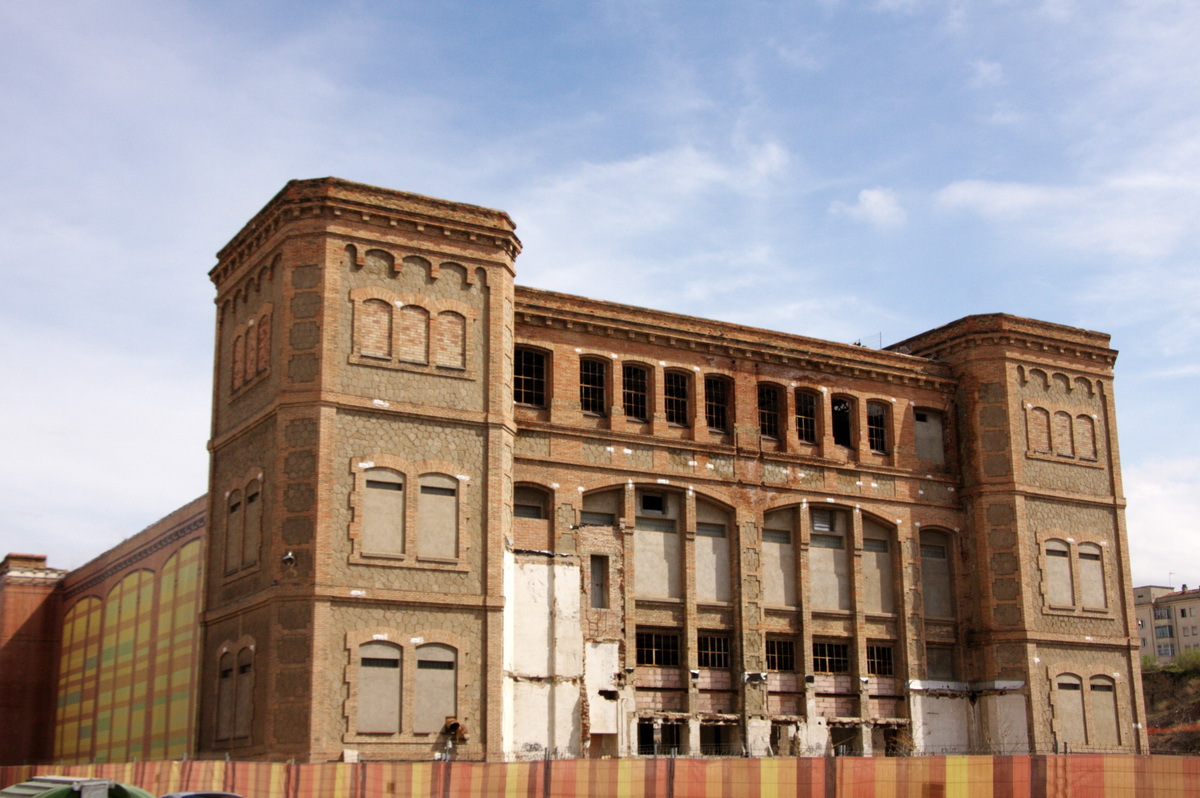
La fàbrica nova de Manresa.

Cal situar els orígens històrics de la indústria manresana en les activitats manufactureres col·lectives, com la dels draps de llana o les adoberies de pells, a les quals s'afegiren aviat les dels teixits de cànem, la fabricació de paper, de claus i de pólvora. La indústria sedera predominà a partir de mitjan segle xviii, i a partir del segle xix que s'incrementaren les fassines o fàbriques d'esperit de vi i d'aiguardent. Hom fixa en l'any 1840 el punt de partida del procés industrialitzador tèxtil. A final del segle xx, la indústria manresana es diversificà molt. El sector tèxtil, el de més tradició, havia arribat a ocupar la meitat dels treballadors industrials. El sector es dedicava principalment als filats, al gènere de punt i als acabats. Tanmateix, la crisi tèxtil, que s'inicià al final de la dècada del 1970, afectà particularment l'empresa més important del sector pel que fa tant al volum de treballadors com al volum de producció: la Fàbrica Nova de Manresa (Tèxtils Bertrand i Serra). Aquesta empresa hagué de tancar portes el 1989. Altres empreses també han hagut de tancar, bàsicament les dedicades a tints i blanqueigs. Així, al final del segle xx el sector tèxtil quedà reduït a la mínima expressió amb relació als anys anteriors. El sector metal·lúrgic nasqué al servei del tèxtil per a la reparació i, posteriorment, construcció de maquinària. Estructurada sobre la base d'empreses de petita i mitjana dimensió, no va començar a afermar-se fins a la dècada del 1960, gràcies a la demanda de components per l'empresa SEAT.
La dècada del 1980 significà la refermança d'aquest sector gràcies als contractes subscrits amb les empreses Ford i General Motors. El 2005 el metall ocupava el 36% dels actius del sector industrial i era un sector capdavanter en la recuperació econòmica de la ciutat. El sector químic és representat quasi exclusivament per l'empresa Pirelli. Des del principi de la dècada del 1920, aquesta empresa ha tingut una gran importància per l'estabilitat de la seva ocupació i perquè ha donat feina a un bon nombre de quadres tècnics i peons. La fàbrica és situada al costat de la carretera de Manresa a Sant Joan de Vilatorrada. La transformació del cautxú i les matèries plàstiques era el 2005 l'activitat industrial que ocupava més treballadors (23,4% sobre l'ocupació del sector secundari). La indústria alimentària es presenta bastant fraccionada. Aquest sector aparegué a partir de la transformació i la comercialització dels excedents agraris comarcals. Hom elabora, principalment, vins, galetes, pinsos, conserves i congelats. La indústria de la pell completa el conjunt de les activitats manresanes d'un cert pes econòmic. En aquest sector cal destacar l'empresa de calçats Pielsa, d'origen local, que tancà el 1996. En plena eufòria del procés d'industrialització de la ciutat, Lluís Plana i Roca i Antoni Arderiu i Pascual crearen, el 1921, l'empresa Manufactures de la Pell (Pielsa). Aquesta empresa, que subministrava soles i premanufactures a altres companyies del sector, havia tingut un antecedent a la Casa Planas de Callús (1886), la qual es dedicava a revestir de cuir els corretjams de les maquinàries de filar. La construcció és un sector important a la ciutat i la rodalia, a conseqüència de l'alt índex d'urbanització que es desenvolupa en aquesta zona. Les obres constructives que es fan actualment estan relacionades amb les instal·lacions d'equipaments, la infraestructura de la xarxa viària i els habitatges unifamiliars. Pel que fa a l'oferta de sòl industrial, la ciutat disposa dels polígons de Bufalvent, dels Dolors i del Pont Nou, i les zones industrials Passeig del Riu i els Comdals. El 2002 s'inaugurà una planta de compostatge de residus, la primera instal·lació d'aquest tipus de la comarca.

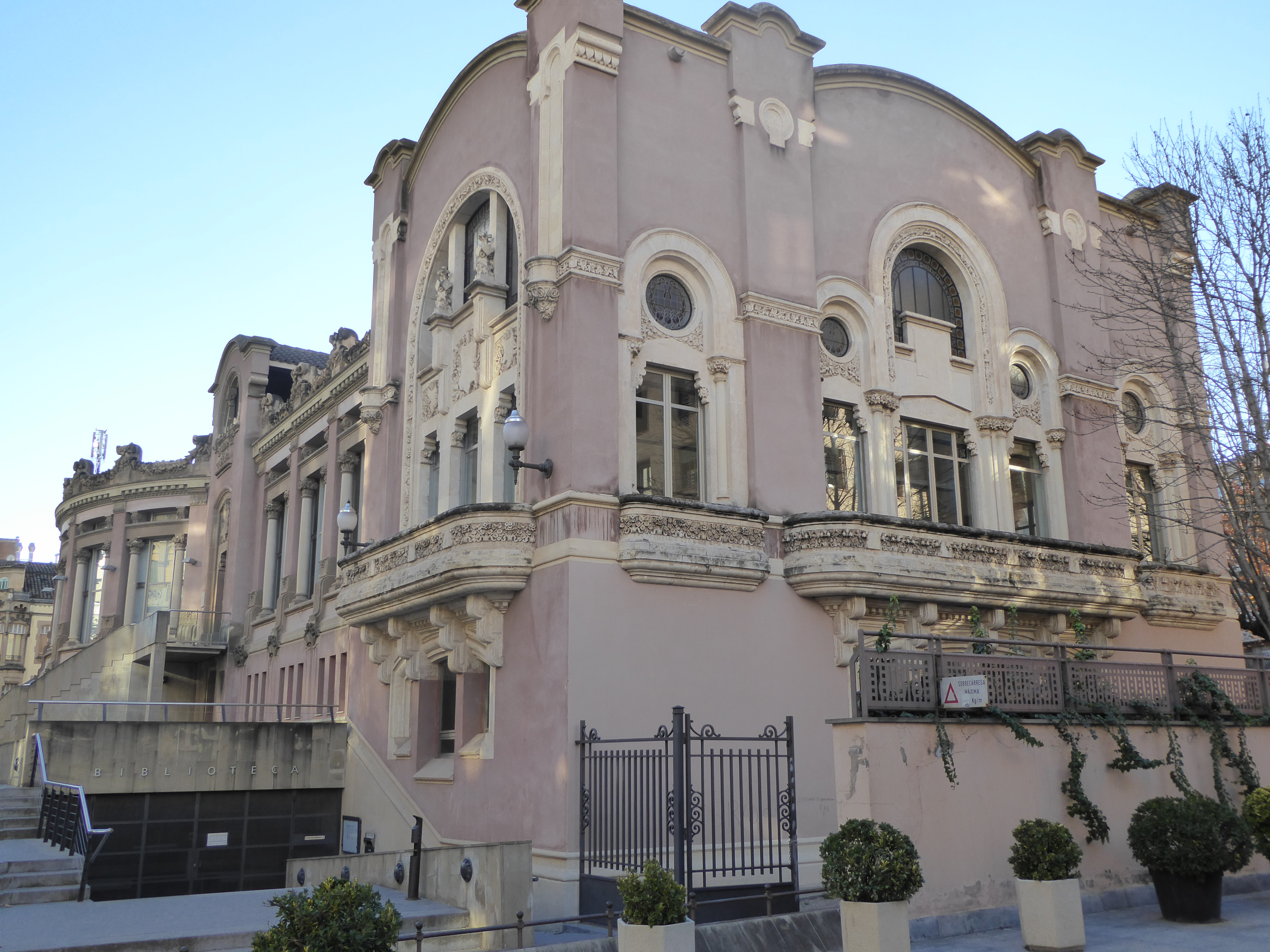
El Casino de Manresa.

### El comerç i les finances
Manresa sempre ha exercit una clara influència comercial i de serveis sobre una extensa àrea del centre del país. L'any 1890 hi havia 205 comerços a la ciutat i el 2005 havia augmentat a 559. L'exemple més representatiu de la modernització del comerç de la capital del Bages va ser la fundació dels Grans Magatzems Jorba (1904), que fins després de la Guerra Civil espanyola no inaugurà els grans magatzems situats al xamfrà de la Muralla del Carme amb el Carrer Nou. Aquests magatzems tancaren les seves portes l'any 1984 quan formaven part de la cadena Europrix. Als barris vells de la ciutat, hom troba una característica activitat comercial. Les botigues abunden a tots els carrers, molt més als més cèntrics. El carrer de Sobre-roca, que fins ben entrat el segle xx fou el millor de Manresa, i el de Sant Miquel conserven l'antiga dedicació preferent i el prestigi comercial, com també el Carrer Nou i el del Born o el d'Àngel Guimerà. Com a exemple de la nova filosofia comercial hom destaca l'hipermercat Carrefour (1991) i les galeries Olímpia (1990). Dues són les fires tradicionals i comercials que se celebren a la ciutat de Manresa: la de l'Ascensió i la de Sant Andreu, fundades pels privilegis de Pere II, el 1283, i Jaume II, el 1311, respectivament. Aquestes fires s'han convertit des de fa anys en diades de festa comercial.

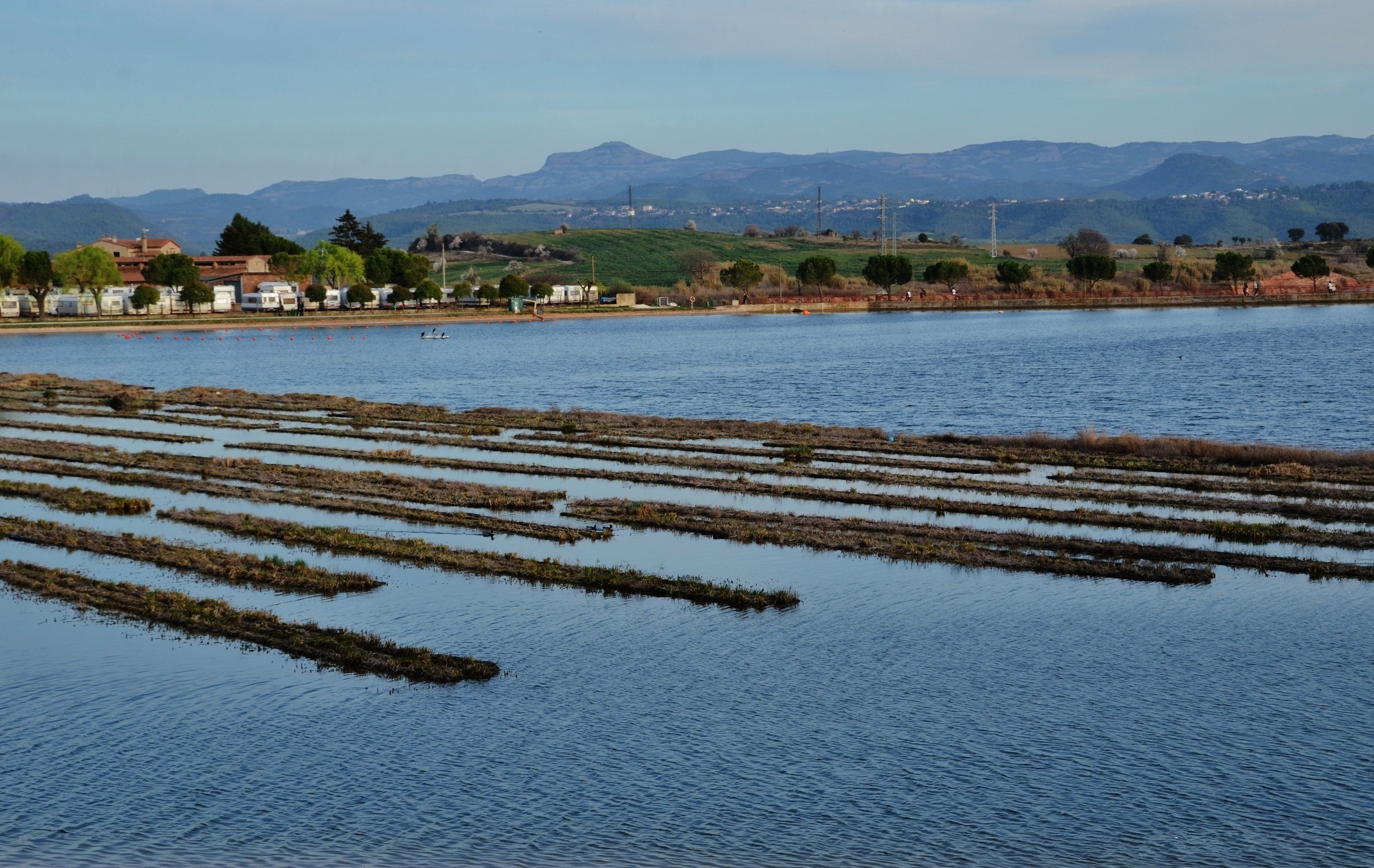
El parc de l'Agulla

L'èxit aconseguit per la fira de l'Ascensió (maig) en les edicions del 1980 i 1981 va fer plantejar la necessitat de dotar la ciutat d'un recinte firal permanent. El 1986, amb la celebració de l'Expo-Bages (maig), es va inaugurar oficialment el palau firal, al sector del Guix, que ha potenciat l'oferta de fires de la ciutat. Coincidint amb la fira de Sant Andreu, que té lloc als volts de l'últim diumenge de novembre, hom organitza Expo-Neu (1986). El tercer cap de setmana de febrer se celebra la Fira de l'Aixada Mercat Medieval. Els mercats setmanals de Manresa es localitzaven tradicionalment a la muralla del Carme, a la plaça Major i a la plaça del Carme. La construcció del mercat municipal de Puigmercadal (1987) va restar importància a aquests mercats ambulants. D'altra banda, a poc a poc s'ha anat consolidant el mercat setmanal del dimarts a la Font dels Capellans. La ciutat disposa de dos mercats municipals més: el mercat municipal de la Sagrada Família (1983) i el mercat municipal del Pujolet (1986). El dijous se celebra el mercat de la Flor Tallada a la Plaça Europa i els dissabtes el de Productes agraris a les places Major, Planter i del Mercat.
Manresa es destaca pel fet de ser una ciutat amb un variat aspecte monumental, que es complementa amb el parc de l'Agulla, inaugurat el 1977, cosa que la converteix en un interessant centre turístic de l'interior. La ciutat disposa de diversos establiments hotelers i un alberg. D'altra banda, un dels serveis amb més tradició són les institucions financeres. Ja l'any 1881 hom fundà el Banc de Manresa, entitat que donà suport a la construcció del Ferrocarril Econòmic de Manresa a Berga. L'any 1967 es creà la societat anònima Banc Mercantil de Manresa, que adquirí la Banca Padró i arribà a tenir una xarxa de 45 sucursals. Antigament la ciutat era el centre social de la Caixa d'Estalvis de Manresa (fundada el 1863), que es va fusionar amb Caixa Tarragona i Caixa Catalunya per a convertir-se en a nova CatalunyaCaixa, actualment propietat del banc BBVA.

## Paisatge urbà

### Barris
La ciutat de Manresa està formada per 21 barris:
| - Balconada - Barri Antic - Cal Gravat-Bufalvent - Els Comtals - Escodines - Farreres-Suanya-Pirelli - Font dels capellans - Guia-Santa Caterina-Oller - La Parada - Mión-Puigberenguer-Poal - Miralpeix - Pare Ignasi Puig-El Xup | - Passeig i rodalia - Plaça Catalunya-Saldes - Poble nou - Pujada Roja-Guix-Cots - Sagrada família - Sant Pau - Carretera de Santpedor - Valldaura - Vic-Remei - Viladordis |

#### El barri antic
El nucli antic de Manresa és una obra inclosa en l'Inventari del Patrimoni Arquitectònic de Catalunya en el seu conjunt. El barri es desenvolupa en arcs concèntrics, partint dels eixos dels dos turons: Puigcardener i Puigmercadal. Els carrers que el componen són estrets i tortuosos (urbanisme medieval), respiren i són presidits per un parell de places importants i diverses placetes secundàries.
Està ubicat en el centre, no topogràfic del pla, sinó comercial i administratiu, de la ciutat. Té l'origen en un poblet ibèric. Al segle xiii, la seva muralla allargava el perímetre incloent els primers ravals de la ciutat medieval: la plana de Sant Miquel, la Vilanova, el Born i les Piques, el llarg carrer de sobre-roca i la cuitaria (sta. Llúcia). Ha estat una zona molt malmesa als segles xviii-xix, i les posteriors reconstruccions han estat pràctiques i pobres. Edificis de quatre plantes i façanes arrebossades. Hi trobem monuments civils i eclesiàstics molt importants i representatius.

### Parcs
A Manresa hi ha més de 40 parcs, la majoria dels quals infantils. No obstant això, els dos parcs més grans són els següents:

#### Parc de l'Agulla

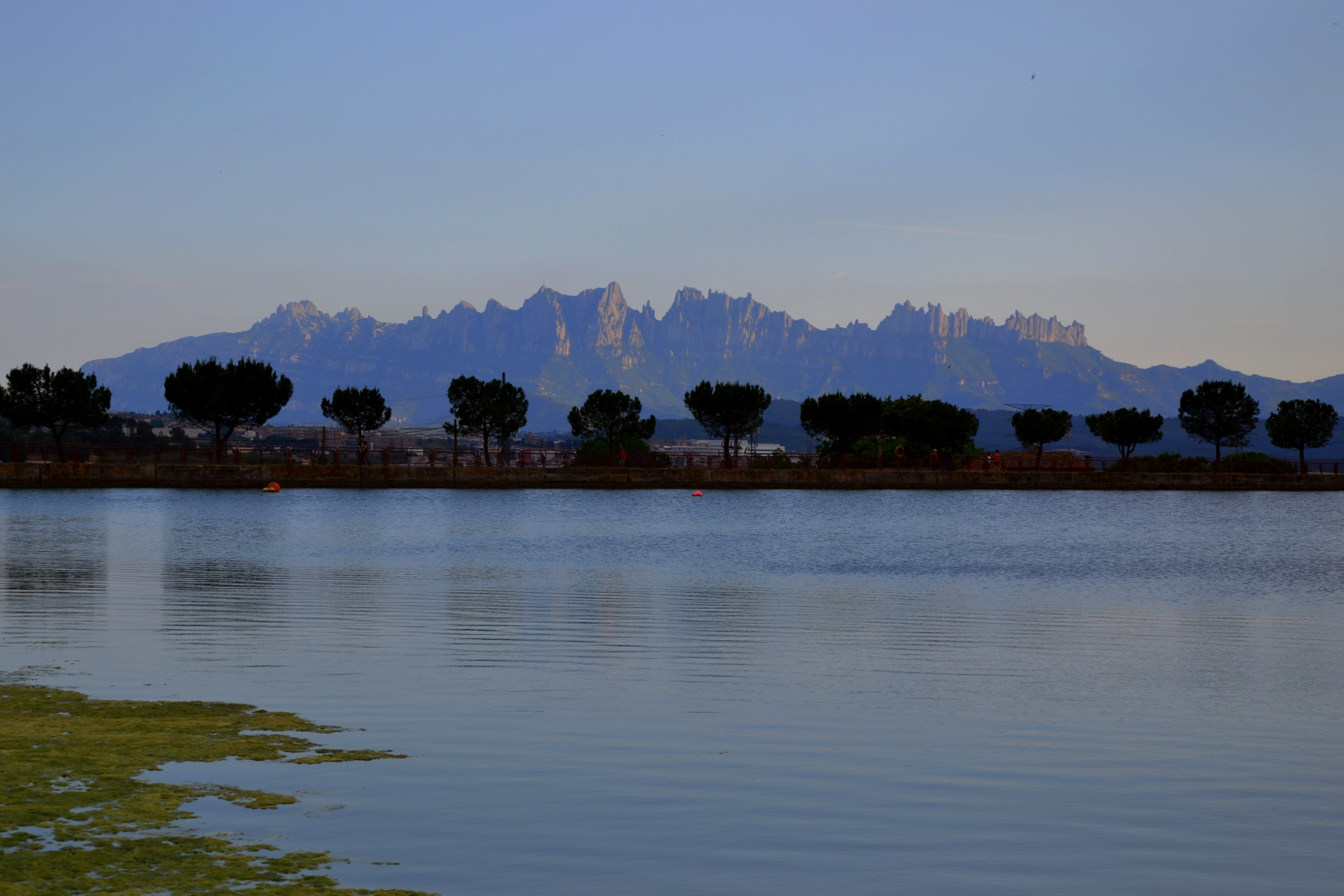
El llac de l'Agulla, amb Montserrat al fons.

El Parc de l'Agulla es troba als afores de Manresa, en direcció Santpedor. El parc neix amb la construcció del llac de l'Agulla, que es va construir entre el 1966 i 1974, després de ser revestit totalment amb lloses de formigó. El llac té una superfície de 64.000 m² i una capacitat de 200.000 m3 que assegura una reserva per a Manresa per més d'una setmana.
El llac està envoltat pel parc de 688 arbres de vint espècies diferents i, a més, s'hi poden practicar algunes activitats esportives relacionades amb l'aigua. En el parc hi trobem el Centre de Visitants del Parc de la Séquia, un bar, un quiosc de gelats i zones de jocs infantils.

#### Parc de la Séquia
El Parc de la Séquia ha adequat tot l'entorn del canal medieval perquè el visitant pugui descobrir un territori amb un ric patrimoni i amb històries llegendàries. Per això s'han instal·lat uns equipaments bàsics que faciliten la visita i la interpretació dels llocs més interessants.
A banda del propi canal que porta l'aigua de Balsareny a Manresa, els equipaments que configuren el Parc de la Séquia són el Centre de Visitants, el Centre de l'Aigua de Can Font i el Museu de la Tècnica de Manresa.
És una ruta amb activitats complementàries per fer i presenta una oferta lúdica variada. De fet, el Parc de la Séquia és el fil conductor de diversos equipaments patrimonials i lúdics, que es troben a prop del seu traçat.

## Cultura

### Monuments destacats

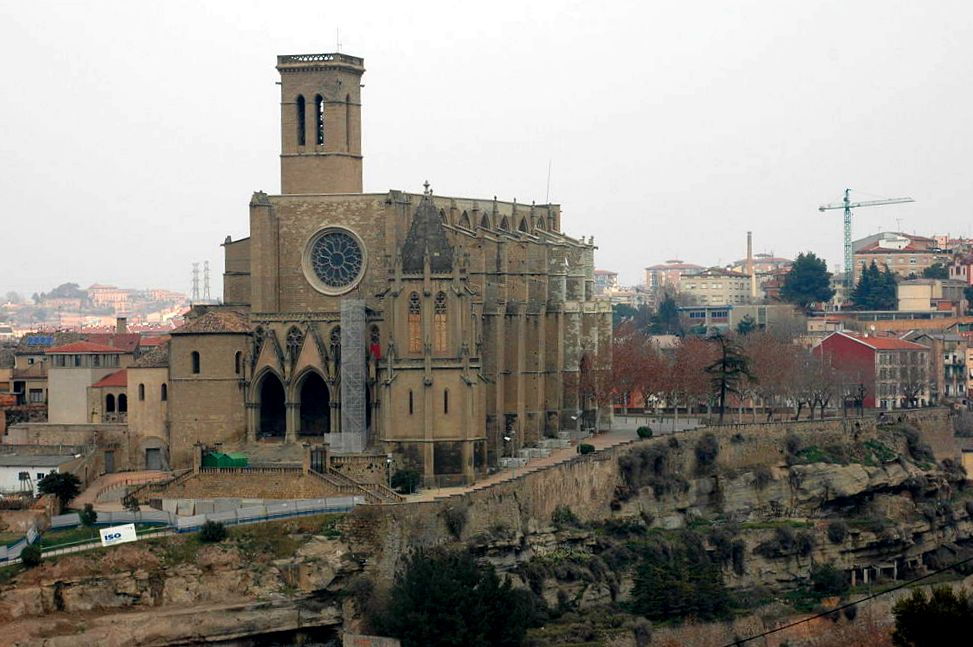
La Seu.

#### La Basílica de Santa Maria de la Seu
La Seu de Manresa és el principal monument manresà. L'església gòtica que avui podem contemplar fou dissenyada per Berenguer de Montagut, que també projectà obres tan importants com Santa Maria del Mar de Barcelona. La concepció arquitectònica és característica del gòtic català: austeritat en la decoració i predomini dels volums horitzontals, amb una gran amplada de nau. Les obres van començar el 1325, però fins al final del segle xv no es va acabar el temple. La façana principal és neogòtica, dissenyada per Alexandre Soler i March assessorat per Antoni Gaudí. La Seu també resulta de gran interès per les obres d'art que conserva a l'interior, especialment pel conjunt de retaules gòtics.

#### L'Ajuntament de Manresa

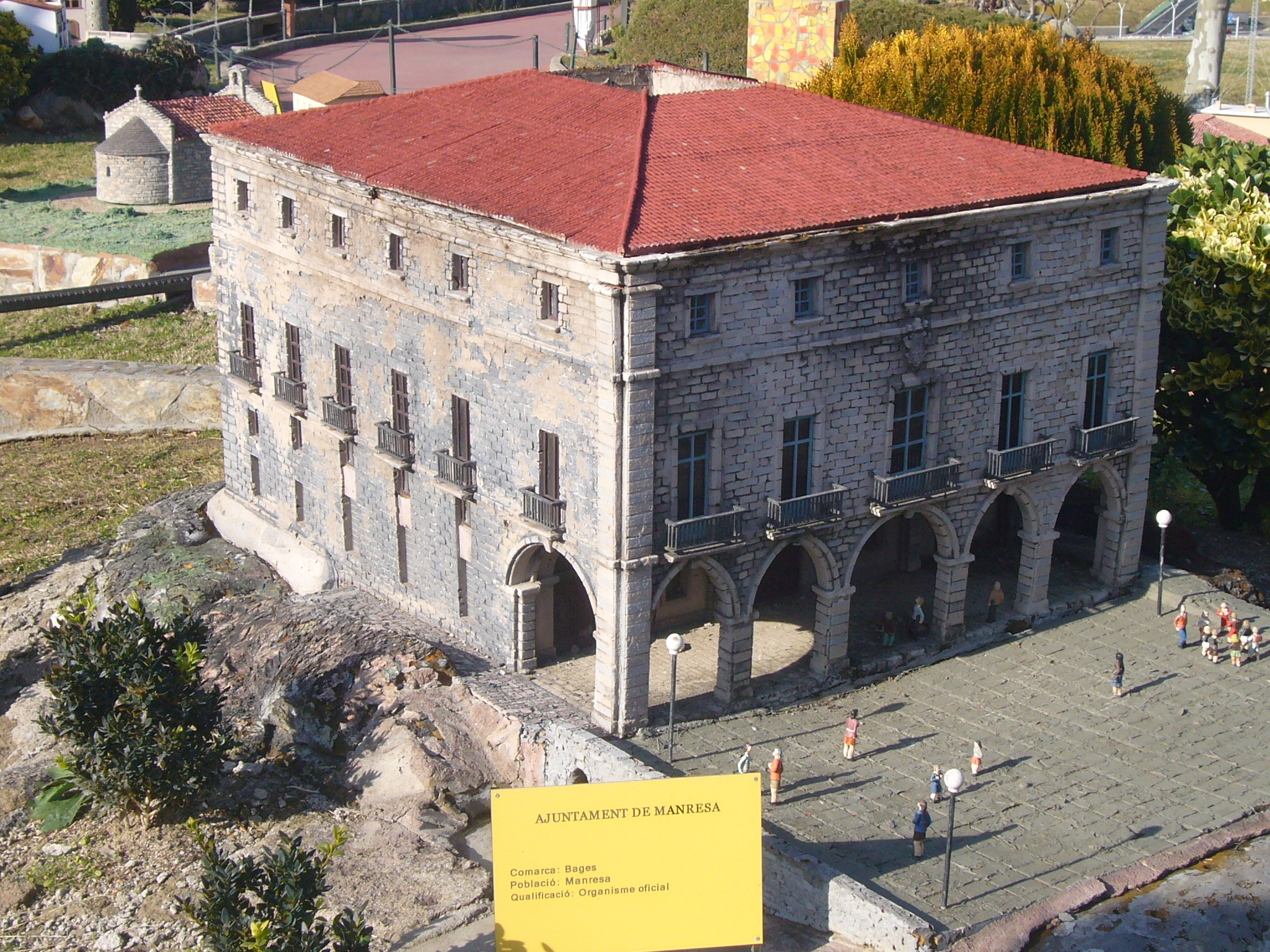
Maqueta de l'Ajuntament de Manresa.

L'Ajuntament de Manresa presideix la plaça major i és un edifici d'estil barroc civil construït entre el 1739 i 1777, obra de Joan Garrido, després que l'antiga casa del Veguer i del Batlle fou destruïda a causa d'un incendi el 1713. Es tracta d'una construcció senyorial, concebut com un gran casal amb una façana sòbria, on l'únic element decoratiu és un gran escut de la ciutat al centre.
L'any 1892 s'hi varen signar les Bases per a la Constitució Regional Catalana, popularment conegudes com les Bases de Manresa. En aquest document es recollien divuit articles per a la creació d'un projecte de poder autonòmic català.

#### La Torre de Sobrerroca

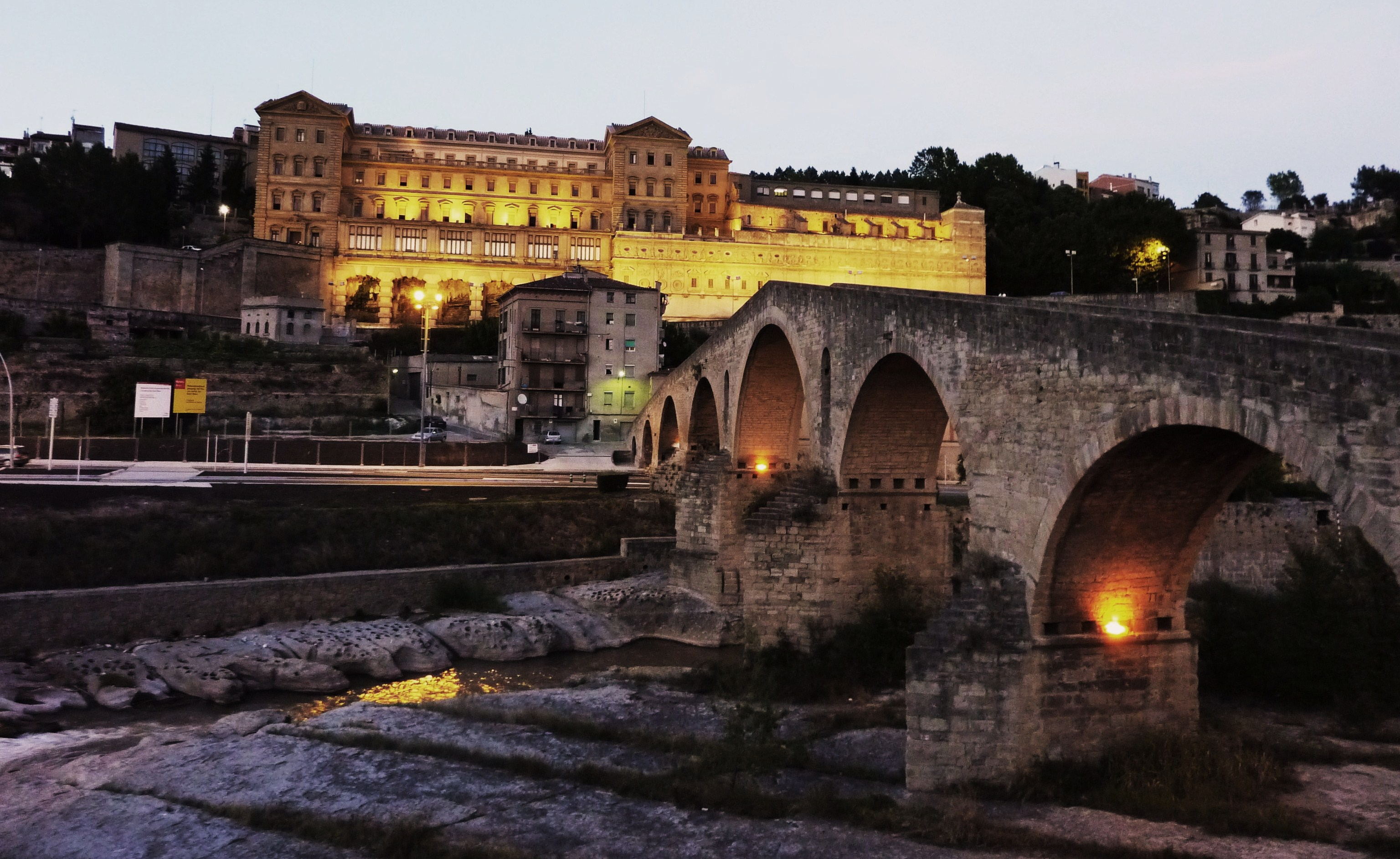
El Pont Vell.

La torre de base quadrada fou construïda entre els segles xiii i xiv. Aquest portal era un dels vuit que tancaven la muralla i tenia una funció doble: permetre l'entrada i la sortida de la ciutat i exercir de punt de control. Recentment ha estat restaurada i es pot accedir a l'interior en festivitats de la ciutat o bé amb visites guiades de l'Oficina de Turisme de Manresa.

#### El Pont Vell
El Pont Vell travessa el riu Cardener a l'entrada sud-oest de Manresa. D'origen romà, l'actual es tracta d'una reconstrucció fidel del pont medieval que data del segle xii, del qual se'n conserven les bases dels arcs centrals. El pont fou destruït l'any 1939 a causa d'un bombardeig i fou reconstruït entre el 1960 i el 1962. El pont dibuixa vuit arcs de mig punt amb una alçada màxima de 25 metres sobre el riu.

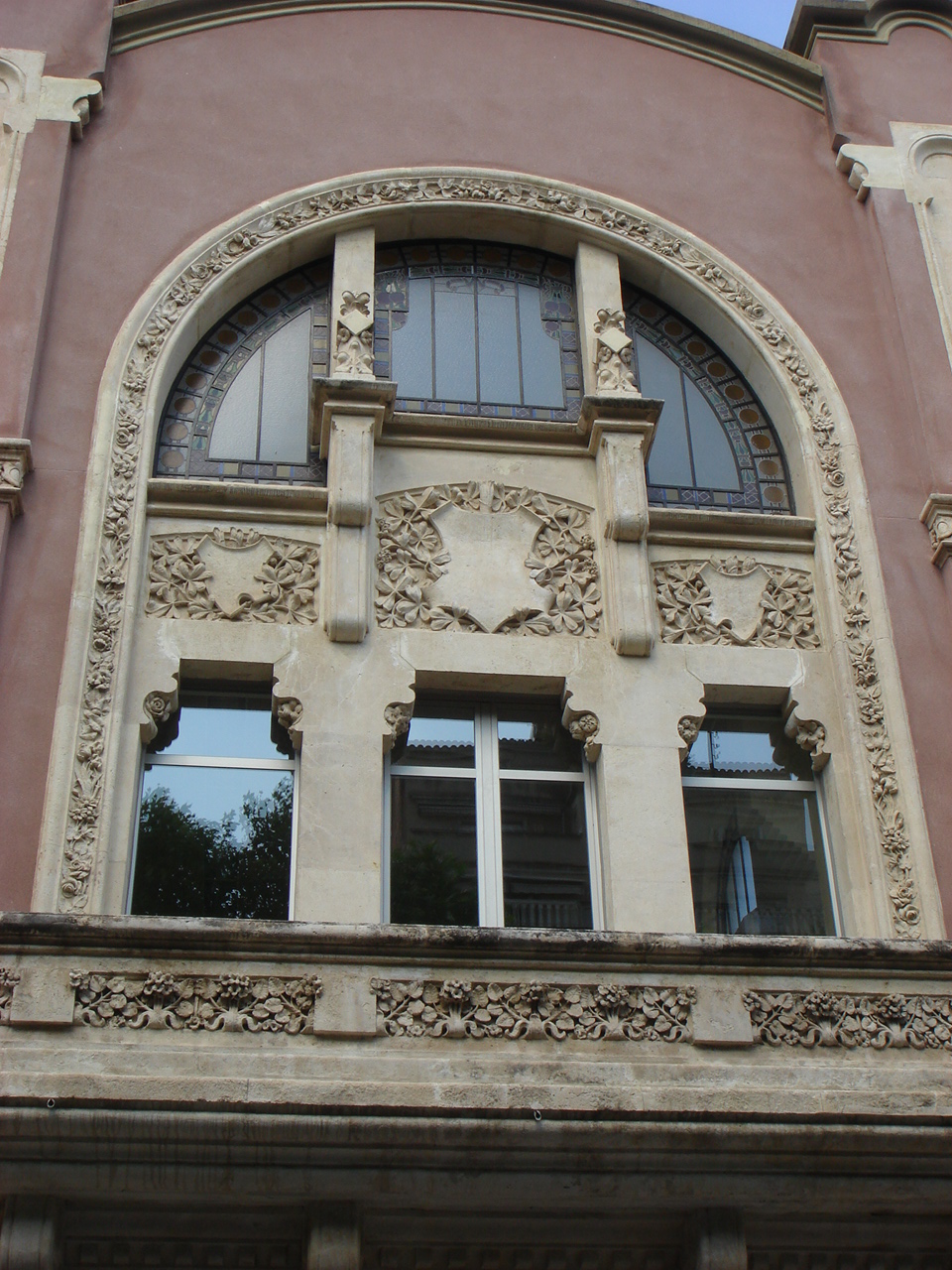
Façana del casino de Manresa

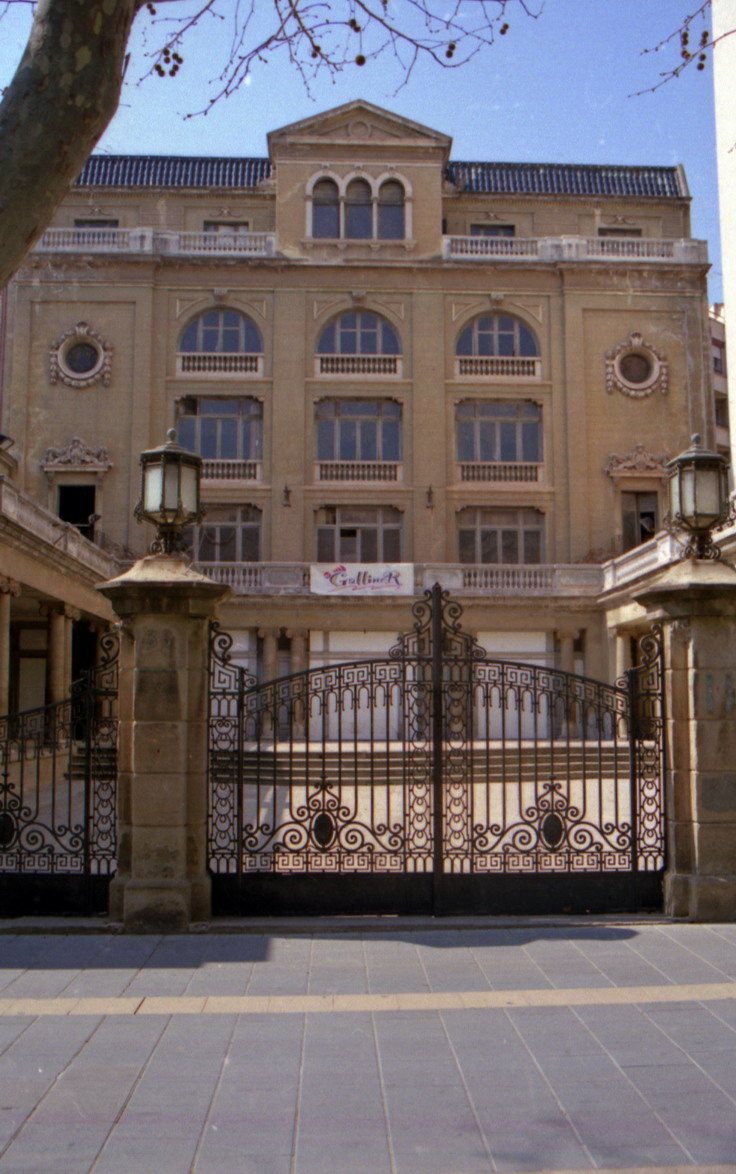
El teatre Kursaal.

#### El Casino
Considerat el principal edifici modernista de Manresa, el Casino fou obra d'Ignasi Oms i Ponsa. Des del seu inici, l'any 1906, va funcionar com a club social de les classes benestants i com a local de joc, fins que la dictadura franquista va il·legalitzar aquesta pràctica. Aleshores, l'anomenat Casino dels senyors va començar un progressiu declivi que el va portar a tancar les portes a la dècada del 1970. I no va ser fins a l'any 1999, després d'una rehabilitació integral, que l'edifici va tornar a tenir vida amb la inauguració d'una gran biblioteca pública i un centre cultural.

#### La Capella del Rapte
Situada a l'antic Hospital de Santa Llúcia, enderrocat durant la Guerra Civil, aquesta capella recorda un dels miracles protagonitzats per Sant Ignasi de Loiola: un rapte espiritual on va restar immòbil durant vuit dies. Actualment conserva l'antic portal gòtic i una escultura jacent de Sant Ignasi que ja es venerava abans de la Guerra Civil.

#### El Palau de la Justícia
Fou edificat durant la segona meitat del segle xvii, inspirant-se en el Palau de la Generalitat. Ressalta la façana renaixentista amb ornamentació de l'escultor manresà Francesc Grau. Des del segle xviii fins a l'any 2009 ha estat Palau de Justícia i jutjats de Manresa.

#### El Teatre Kursaal
El Teatre Kursaal fou encarregat el 1926 per l'empresari barceloní Andreu Cabot a l'arquitecte Josep Firmat i Serramalera. És un edifici d'estil noucentista; la façana és de composició clàssica i destaca el pati frontal on hi trobem columnes jòniques i una terrassa amb balaustrada. El teatre s'inaugurà l'agost del 1927 i durant anys hi acollí tot tipus d'actes: cinema, teatre, òpera, concerts, etc. L'any 1988 passà a mans municipals i, set anys després, l'associació El Galliner el recuperà com a equipament escènic i reobrí les seves portes després d'una gran restauració el febrer de 2007.

#### Pou de Llum
Pou de Llum és un monument en forma d'espiral instal·lat el 2008 amb motiu del projecte Del Cardener a l'Antàrtida (2001-2004), de l'artista xilè Fernando Prats. Inclou, al seu interior, una perforació de 15 metres de fondària, que simbolitza la connexió amb altres punts de la Terra, a través de l'experiència mística. Està situat a l'esplanada de la Balconada de Sant Pau, i és identificat per alguns com l'escenari on Ignasi tingué l'Exímia Il·lustració, entesa com a primera visió dels Exercicis i com a intuïció de la fundació de la Companyia de Jesús.

### Educació

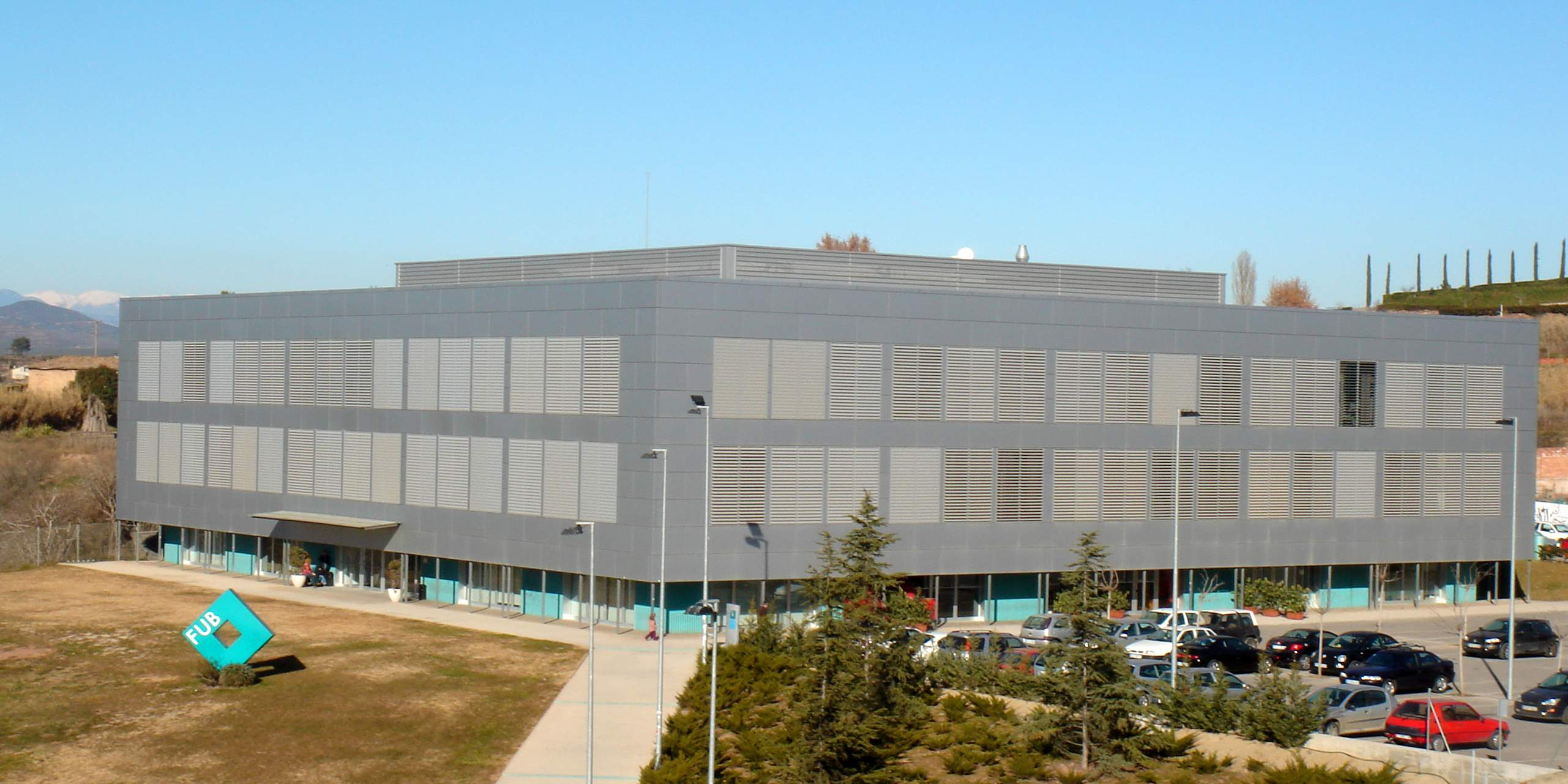
Edifici de la Fundació Universitària del Bages.

A Manresa hi ha una àmplia oferta d'ensenyament primari, secundari, de batxillerat i de formació professional.A més, es poden realitzar estudis universitaris a l'Escola Politècnica Superior d'Enginyeria de Manresa de la Universitat Politècnica de Catalunya, a la Fundació Universitària del Bages de Ciències de la Salut i a l'Escola Universitària d'Estudis Empresarials de Manresa, adscrita a la Universitat Autònoma de Barcelona, a l'Escola Joviat, al Centre Tecnològic de Manresa i a la UOC. Dependent del patronat municipal, hi ha el Conservatori Municipal de Música de Manresa i l'Escola d'Art de Manresa.
L'oferta d'ensenyament a la ciutat es completa amb l'Escola Hospitalària i el Centre de Formació d'Adults Jacint Carrió i Vilaseca, l'Escola Agrària de Manresa, l'Escola Oficial d'Idiomes, l'Institut Europeu de Formació Empresarial. A la Casa de la Natura del Bages (1984), amb seu a la Culla —una masia fortificada datada del segle xiv—, hom pot fer estudis sobre natura, coneixement del medi natural i rural de la comarca i educació ambiental.

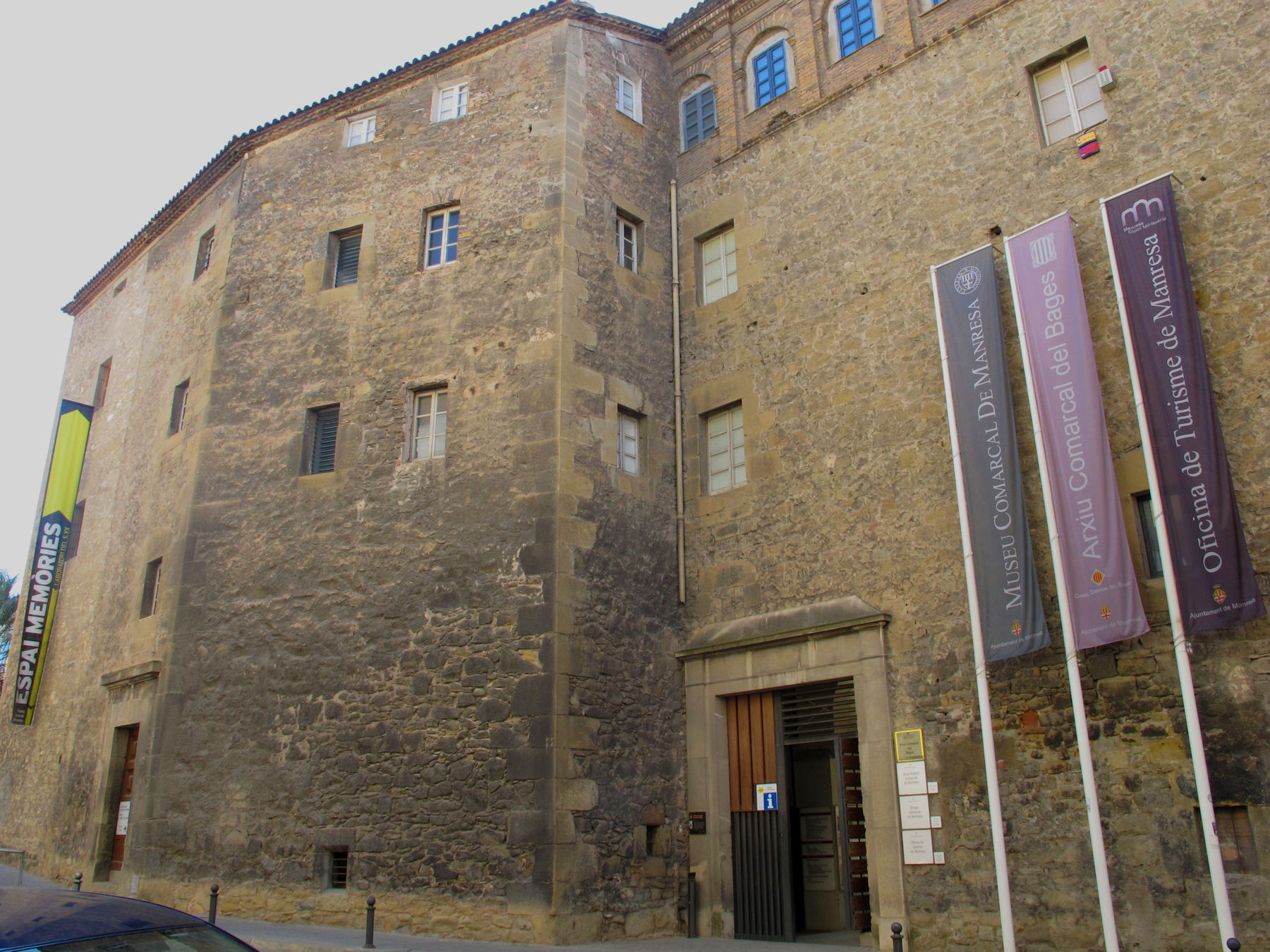
Seu del Museu Comarcal de Manresa.

### Museus
Manresa compta amb vuit museus o espais museístics, que abasten diferents àrees i èpoques. El més conegut és el Museu Comarcal de Manresa, que, inaugurat el 1896, mostra diverses col·leccions que se centren en l'art i la història de Manresa, el Bages i Catalunya. El museu inclou un recorregut en el temps des de la prehistòria fins a l'actualitat.
Els altres museus i espais museístics de la ciutat són el Museu de la Tècnica de Manresa, el Museu Històric de la Seu, el Museu de Geologia Valentí Miserachs, la Fundació Mestres Cabanes, el Centre d'Interpretació del carrer del Balç, i l'Espai 1522: la ciutat d'Ignasi.

### Cinemes
Els dos cinemes de Manresa són el Bages Centre i el Conservatori/Cineclub. El Bages Centre, situat a l'àrea d"els Trullols", compta amb uns multi-cinemes amb 12 sales on es projecten les novetats cinematogràfiques. El Conservatori/Cineclub és el cinema més antic, on els diumenges de cada dues setmanes s'hi projectes pel·lícules en versió original.

### Fires i festes
Algunes de les seves festivitats i revetlles més populars són:

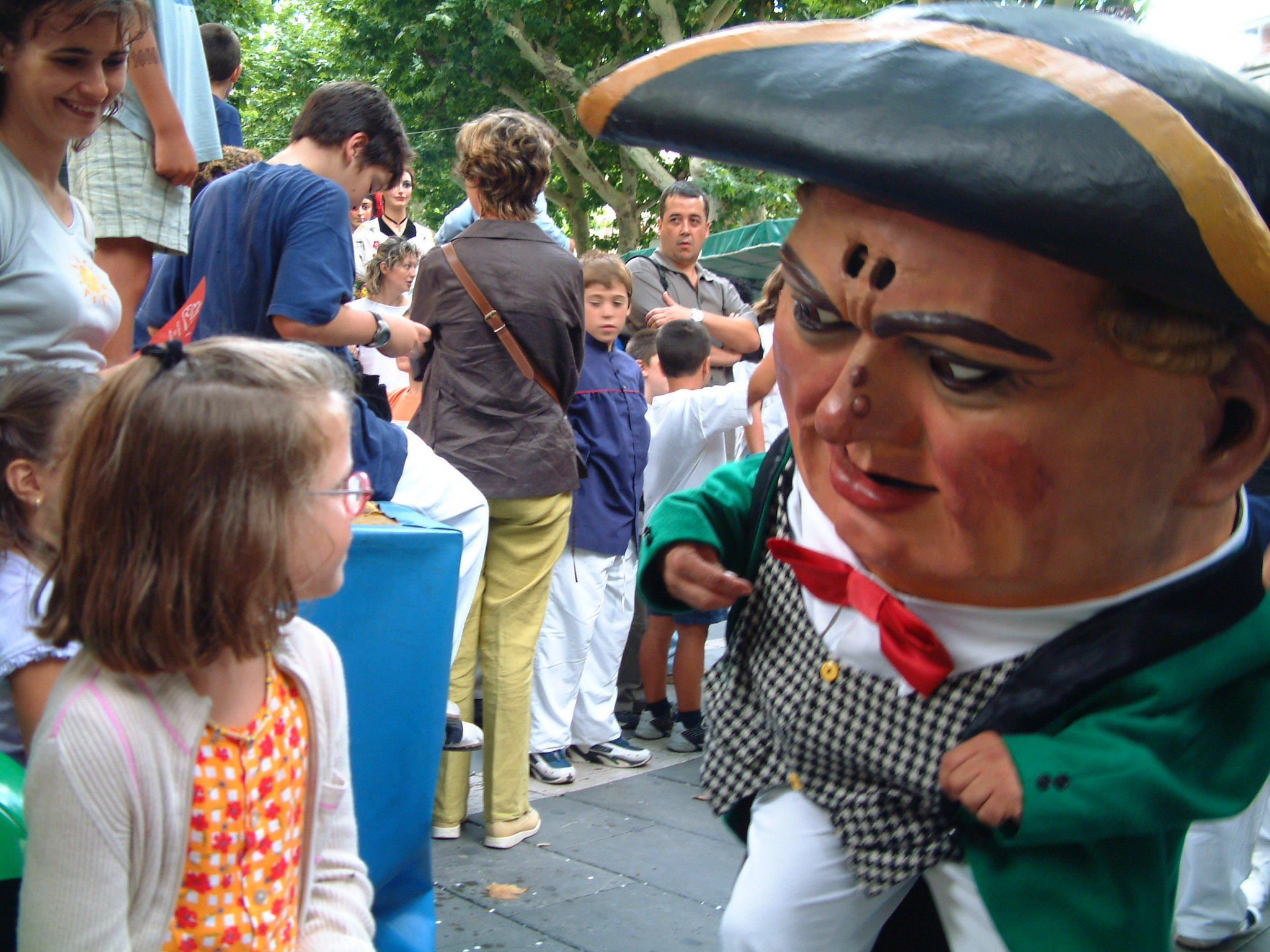
Un nan capgròs a la Festa Major.

#### Febrer
- Festa de la Llum. Festa major d'hivern en què es commemora, segons la tradició, el misteri que narra l'arribada d'una llum des de Montserrat que va permetre que el bisbe de Vic aixequés l'excomunió que pesava sobre els manresans arran de la construcció de la séquia
- Fira de l'Aixada: festes medievals on la ciutat de Manresa es fa una rentada de cara i retorna a l'època medieval.
- Setmana Santa: processó que surt al vespre de la basílica de Santa Maria de la seu de Manresa i que representa un acte religiós. El més espectacular d'aquesta celebració són els anomenats "Costaleros".

#### Maig
- Expobages.
- Fira de l'Ascensió.

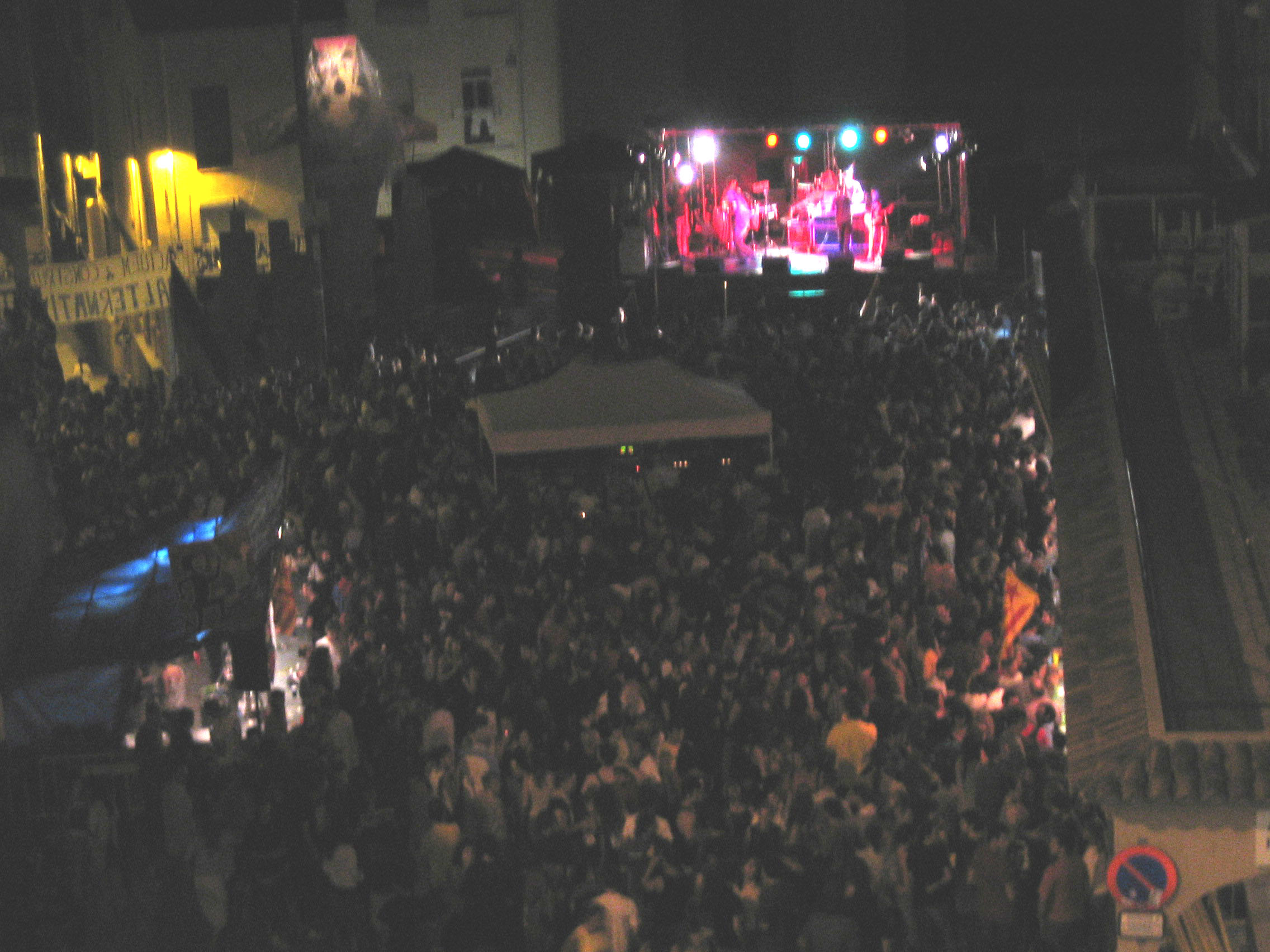
La Festa Major Alternativa del 2006.

- Entre el 2009 i el 2011 s'hi va celebrar el Festival de Música Gargall, dedicat a les noves músiques, que el 2012 es va traslladar a Cal Rosal, al Berguedà.
- Gran part de les imatges festives de Manresa estan vinculades a la festivitat del Corpus. L'acte principal d'aquesta diada era la processó que incorporava els elements de la imatgeria de Manresa des del segle xiv.[2]

#### Agost

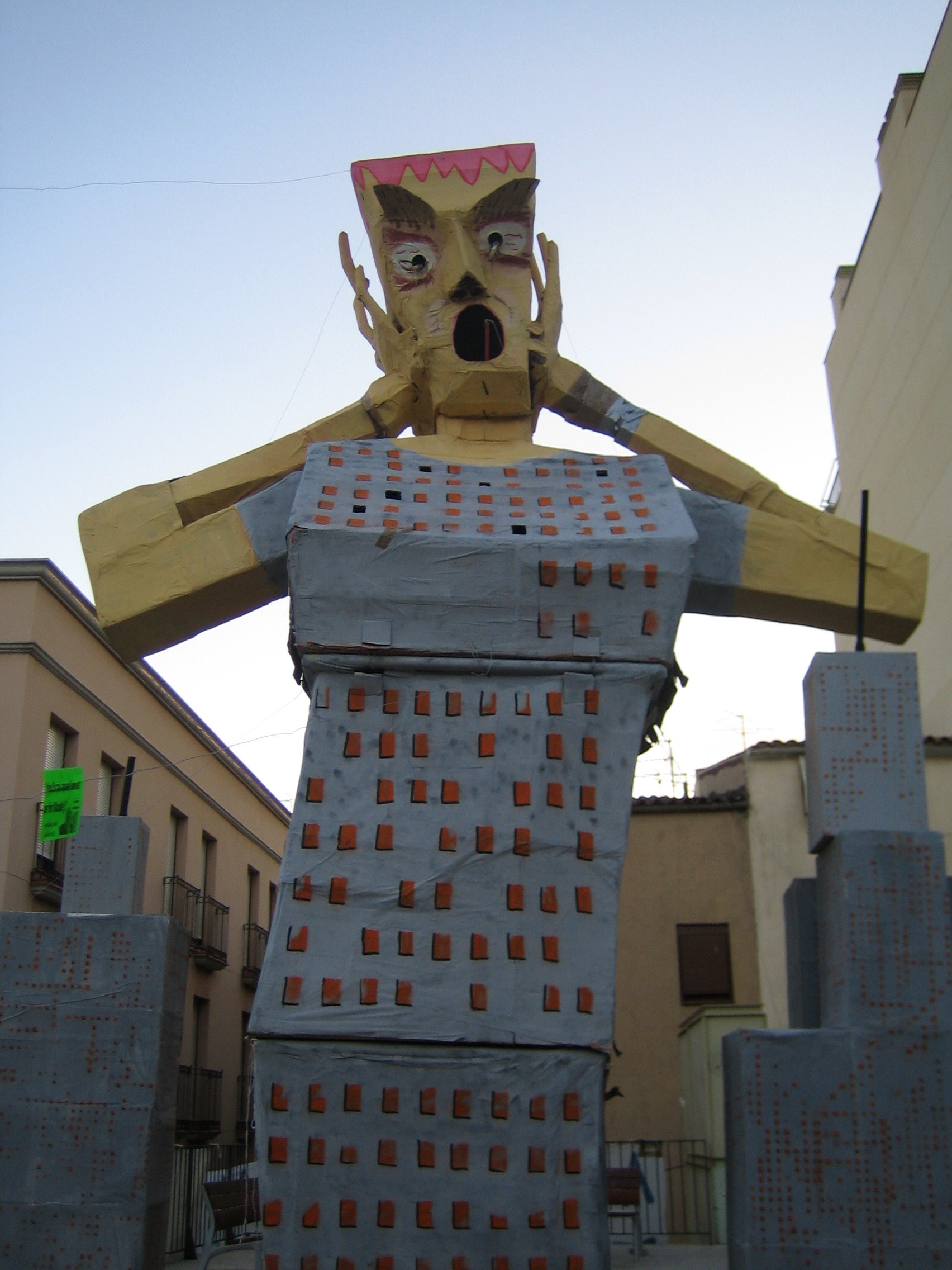
Una Falla del 2006.

- La Festa Major: és la festa grossa de la ciutat i culmina l'últim cap de setmana d'agost amb un Piromusical al parc de l'Agulla, amb l'assistència de milers de persones. La imatgeria festiva de Manresa són aquelles figures de gran volum que s'utilitzen per les festes de la ciutat i que han esdevingut part icònica de la ciutat.[2]
  - Correfoc de Manresa
  - El Correaigua de Manresa és la primera activitat de la festa major que s'inicia el penúltim dissabte del mes d'agost.[39] Aquesta festa ha sigut celebrada ininterrompudament des de l'any 1989. Tot i que el recorregut ha variat durant els anys per obres i altres problemes que no han permès fer aquesta activitat, sempre segueix un recorregut per dins del nucli antic de la ciutat, en el qual es tira aigua (entre 50.000 i 10.000 litres, depenent de les circumstàncies, com si hi ha sequera o incendis),[40] terra, fang, confeti, farina... als participants i aquests es troben amb diversos reptes com piscines amb aigua de diferents colors, olors i pudors, tobogans i cortines d'aigua, basses de fang... i finalment acaben a la plaça del Puigmercadal amb un gran bany d'escuma.[41] Actualment, el correaigua marca l'inici de la Festa Major manresana i el correfoc n'indica el final.[42] El correfoc se celebra en aquesta ciutat des de l'any 1982, i durant les primeres edicions, els veïns llançaven galledes d'aigua a la gent que passava,[41] i això tenia dos grans inconvenients: la pirotècnia es mullava i deixava de funcionar i els participants relliscaven, fins al punt d'arribar a poder fer-se mal, i els membres de Xàldiga van decidir crear una altra activitat de la Festa Major per evitar els problemes: el correaigua.
- L'Alternativa de Manresa és una festa major paral·lela a la festa major convencional de Manresa.[43] Se celebra a la ciutat de Manresa des de l'any 1992, i és la primera festa d'aquestes característiques que se celebra als Països Catalans.[44]

#### Octubre
- Fira Mediterrània de Manresa, amb un impacte induït en el sector cultural de prop de deu milions d'euros, segons la Universitat de Deusto. En el marc de la fira s'organitza des del 2008 el Concurs Sons de la Mediterrània.
- Setmana solidària, fira d'ONG
- Ecoviure

#### Novembre
- Fira de Sant Andreu

#### Desembre
- Fira de Santa Llúcia
- Els pastorets a Manresa

## Societat

### Mitjans de comunicació
El principal periòdic imprès de Manresa és el Regió7, que en el seu àmbit també inclou la resta de la Catalunya Central. Els altres periòdics de la ciutat són digitals, entre els quals destaquen el diari de Manresa, Manresainfo.cat, el Punt Avui Manresa i Vilaweb (Manresa) Arxivat 2009-03-23 a Wayback Machine., entre d'altres.
Quant als mitjans audiovisuals, els canals de televisió de la ciutat són TV Manresa i el Canal Taronja, i la ràdio local és Radio Manresa S.A.

### Esport
L'esport estrella de la ciutat és el basquetbol; el principal equip és el Bàsquet Manresa, que va ser fundat l'any 1931 i actualment disputa la lliga ACB. L'equip va guanyar la temporada 1997/1998. Els partits es juguen al Pavelló Nou Congost, que té una capacitat de 5.000 espectadors.

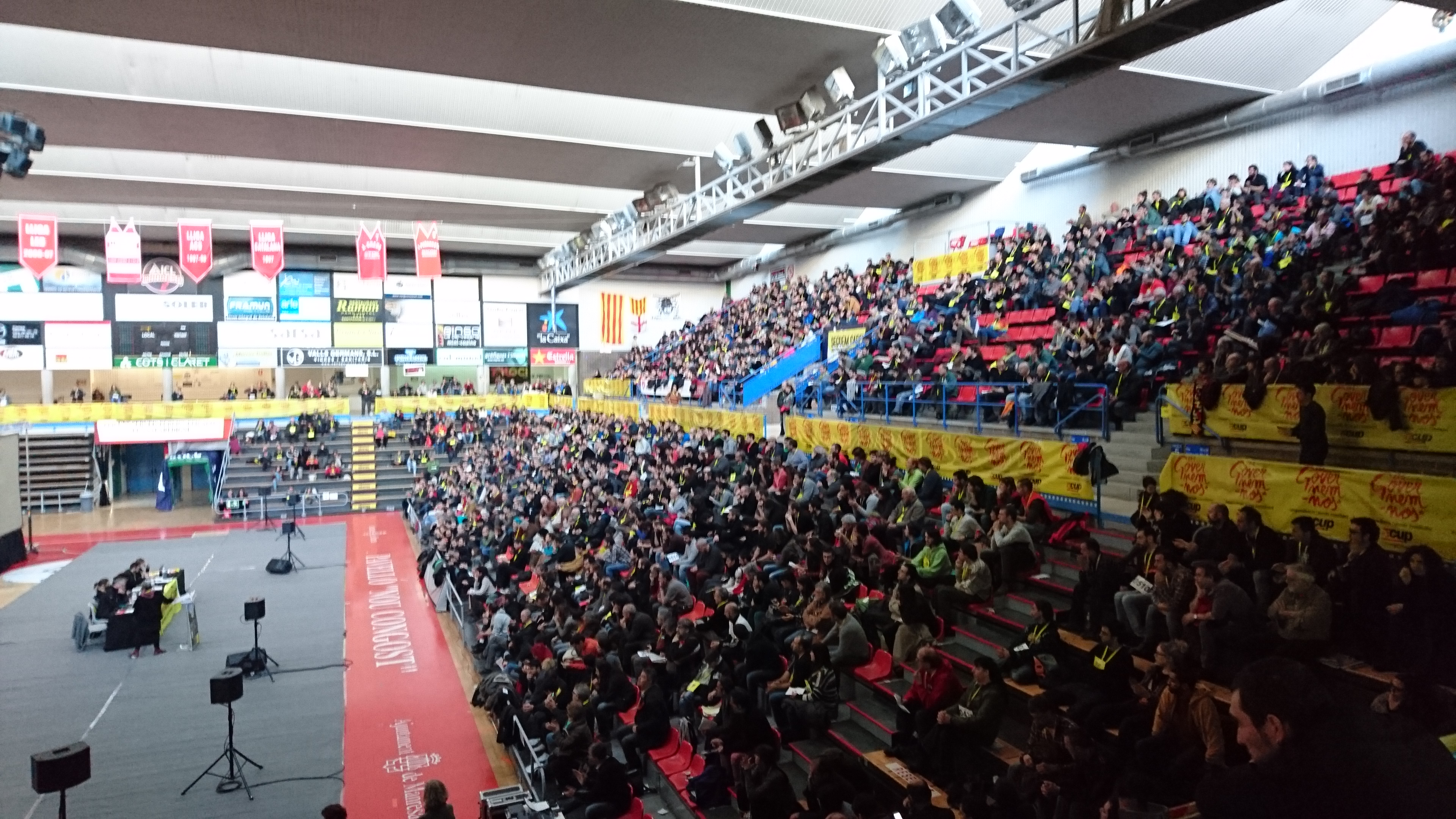
El Pavelló Nou Congost

Un altre esport destacat a la ciutat és el futbol, amb el Centre d'Esports Manresa, el qual competeix a la Segona Federació, la quarta categoria del futbol espanyol.
La ciutat també comptava fins al 2013 amb un club de natació, el Club Natació Manresa. A la ciutat també hi ha altres clubs esportius menors.
Manresa compta amb molts camps i pavellons esportius de tota classe: un camp d'atletisme, un camp de beisbol, nou camps de futbol, un camp de golf, un camp de rugbi, un camp de tir, vuit pavellons poliesportius, sis piscines cobertes, tres piscines d'estiu, una pista de monopatí, tres pistes de pàdel, nou pistes de petanca, una pista de tennis, sis pistes poliesportives, un rocòdrom i disset gimnasos.

### Salut
El Centre d'Atenció Primària Bages (CAP Bages) és un CAP II de Manresa de la xarxa sanitària pública gestionat per l'Institut Català de la Salut. És un centre de referència al Bages d'atenció especialitzada. A final de l'any 2008 van començar obres d'ampliació i remodelació de l'edifici per millorar la qualitat assistencial i el confort, que inclouen la reubicació dels professionals i dels serveis de l'equip d'atenció primària (EAP) Manresa-2, anteriorment situat al CAP Plaça Catalunya, el 2011. Actualment, dona cobertura a una població de 152.000 persones.

## Transport

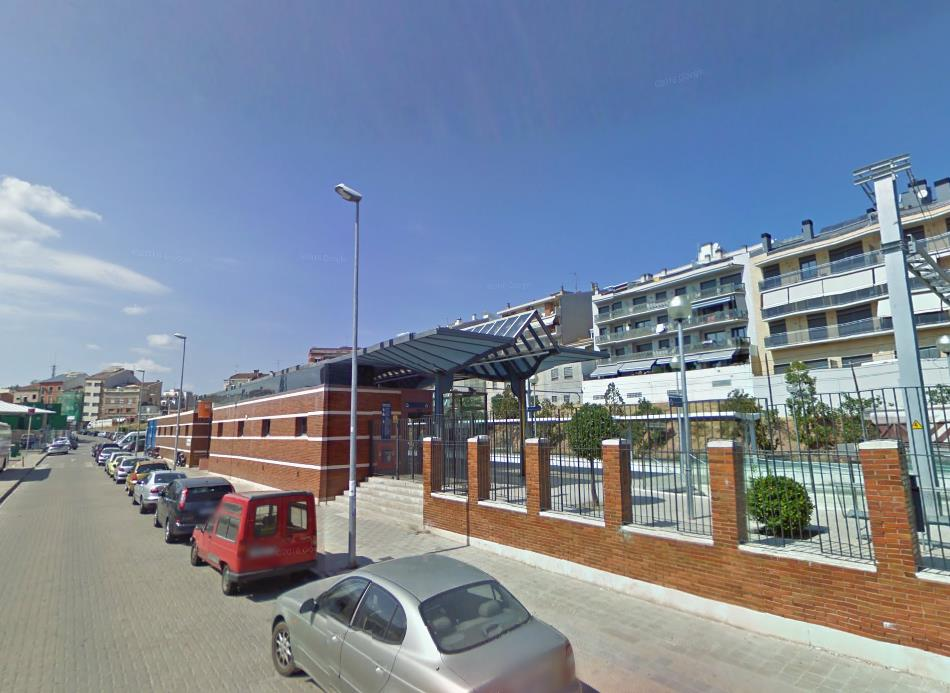
Estació de Manresa-Alta.

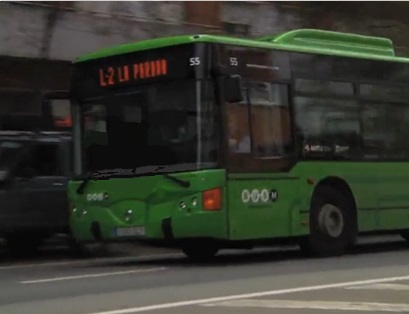
Un autobús de Manresa.

Des dels temps medievals, la ciutat de Manresa és punt de confluència de vies de comunicació i lligam entre el litoral català i els Prepirineus; és el nus de comunicacions més important de l'interior de Catalunya. Les principals vies d'accés a la ciutat són: la C-16, que comunica Manresa cap al nord amb Guardiola de Berguedà i cap al sud, a través del congost del Cairat, amb Abrera; la C-37 de Manresa a Igualada; la C-55 de Manresa a Solsona; la C-25 de Manresa a Vic; l'autopista C-16 de Terrassa a Manresa (1989), que amb 33,5 km de longitud forma part de la xarxa integrada en l'itinerari europeu E-09; i l'Eix Transversal. Altres carreteres locals comuniquen el cap comarcal amb diversos indrets del Bages.
Els ferrocarrils també foren un element cabdal en la consolidació de Manresa com a ciutat industrial i com a centre comercial i de serveis d'abast supracomarcal. El ferrocarril arribà a Manresa l'any 1859, i la construcció de la línia de via estreta de Manresa a Berga, l'any 1883, reforçà encara més el paper de la ciutat. Dues línies fèrries arriben a la ciutat de Manresa:
- La línia Barcelona-Manresa-Lleida-Almacelles, que comunica Manresa amb Barcelona, d'una banda, i amb Lleida i Saragossa, de l'altra, i que té l'estació a la carretera vella de Manresa a Abrera, (Manresa    ), servida per les Rodalies de Catalunya de la Renfe
- La línia Llobregat-Anoia, que connecta Barcelona amb el Baix Llobregat, l'Anoia i el Bages, que té les estacions de Manresa-Alta    , Manresa-Viladordis    , i Manresa Baixador    ,[2] servides per els FGC.

### Transport urbà
El transport urbà de Manresa està format per la xarxa d'autobús que funciona en dies feiners i consta de sis línies. Cinc d'aquestes línies connecten les zones més perifèriques de la ciutat amb el centre i la sisena línia, anomenada perimetral, realitza el recorregut que enllaça l'estació de RENFE, l'estació d'autobusos, l'hospital Sant Joan de Déu i el mercat de la Sagrada Família. Els diumenges i els dies festius, la línia F realitza un llarg recorregut que serveix per connectar una àmplia part de Manresa amb el centre de la ciutat.

## Manresans destacats
- Bernat Oller (~1315–~1390),[54] religiós, teòleg i historiador.
- Miquel Pagès (ca. 1400–1450),[55] frare dominic.
- Àngela Margarida Prat i Serafí (1543–1608), religiosa.
- Lluís de Peguera (1540–1610), jurista.[56]
- Pere d'Amigant i Ferrer (1645–1705), jurista.
- Maurici Carrió i Serracanta (1779–1859), guerriller.
- Josep Pons i Enrich (1811–1893), industrial i polític.
- Magí Pontí i Ferrer (1815–1881), organista i compositor.
- Joaquim Lluch i Garriga (1816–1882), cardenal
- Antoni Camps i Fabrés (1822–1882), industrial i poeta.
- Josep d'Argullol i Serra (1839–1886)
- Maurici Serrahima i Palà (1834–1904)
- Manuel Oms i de Prat (1834–1907)
- Lluís Gonzaga Pons i Enrich (1844–1921)
- Pere Armengou i Mansó (1854–1909)
- Isidre Riera i Galí (1859–1942): notari i delegat a l'Assemblea de Manresa (1892).
- Ignasi Oms i Ponsa (1863–1914)
- Josep Algué i Sanllehí (1856–1930)
- Joan Jorba i Rius (1868–1938)
- Lluís Argemí i de Martí (1873–1950)
- Blai Padró i Obiols (1873–1934)
- Ignasi Puig i Simon (1887–1961)
- Francesc Juanola i Reixach (1891–1968)
- Joaquim Fornells i Parera (1898–1953)
- Antoni Esteve i Subirana (1902–1979)
- Joan Vilanova i Roset (1908–1990)
- Joaquim Amat-Piniella (1913–1974)
- Josep Maria Planes i Martí (1909–1936)
- Ignasi Armengou i Torra
- Pere Armengou i Torra
- Jacint Carrió i Vilaseca
- Francesc Farreras i Duran
- Josep Gaspar i Serra
- Boogie Dreams
- Lluís Prunés i Sató
- Joaquim Sarret i Arbós
- Joan Selves i Carner
- Joan Canongia i Gerona
- Jordi Valls i Riera
- Jordi Marsal i Muntalà
- Jordi Cruz Mas
- David Victori
- Leonci Soler (1858-1932), advocat, arxiver, erudit, bibliòfil i polític.
- Pere Tarrés i Claret (1905-1950), metge i capellà.
- Antonieta Feliu i Miró, activista política, militant d'ERC.
- Josep Vila Closes (1921–2005), pintor.
- Josep Maria Mestres i Quadreny (1929)
- Joan Monegal (1933-1981), pintor
- Ramon Tosas Fuentes (1941–1993)
- Manel Camp i Oliveras (1947)
- Josep Huguet i Biosca (1951)
- Manel Estiarte i Duocastella (1961)
- Juan Ignacio Cirac Sasturain (1965)
- Simeó Selga i Ubach (1914-2010), metge pediatre.
- Mercè Angla Escaler  (manresana d'adopció), feminista.
- Jordi Carrillo de Albornoz (1984), youtuber.
- Fernando Vázquez Orcall (1814–1875), general carlí.[57]
- Joan Ribó i Canut (1947), alcalde de la ciutat de València des del 2015.[58]
- Manel Fontdevila i Subirana (1965) dibuixant de còmics.
- Ignasi Ribas Canudas astrofísic, especialitzat en exoplanetes.[59]

## Agermanaments
Manresa manté una relació d'agermanament amb la següent localitat:
- Bambylor, Regió de Dakar, Senegal

La relació de Manresa amb la comunitat senegalesa de Bambylor va començar el 1989, quan l'Associació d'Amics de la Unesco de Manresa va organitzar un camp de treball per ajudar a la repoblació forestal d'aquesta població. L'experiència va ser molt positiva i els contactes no van cessar. La creació del Consell de Solidaritat l'any 1995, per part de l'Ajuntament de Manresa, va enfortir encara més els llaços entre els dos pobles després de l'agermanament entre Manresa i Bambylor l'any 1997.